# Pick-up
Pour les articles homonymes, voir Pick up.

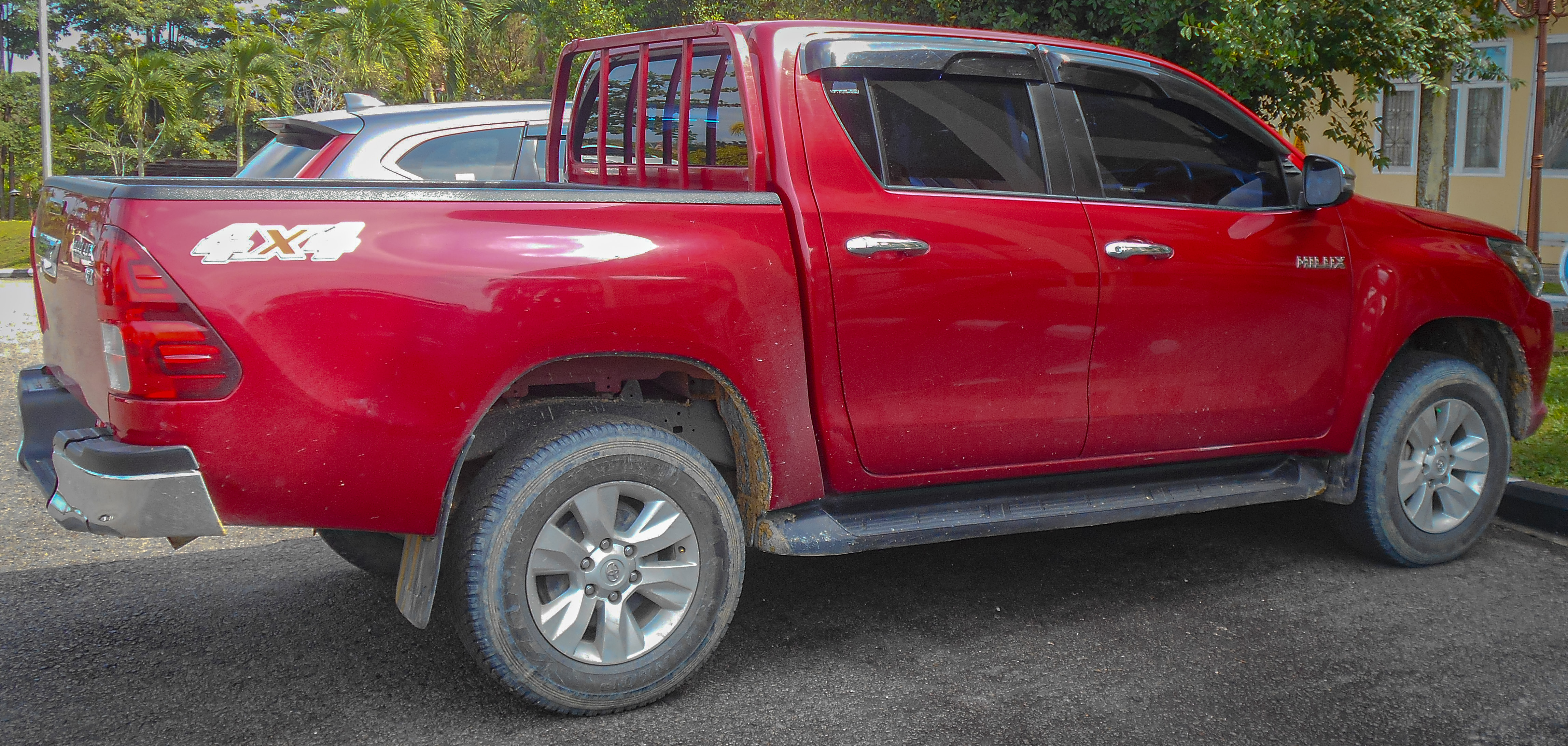

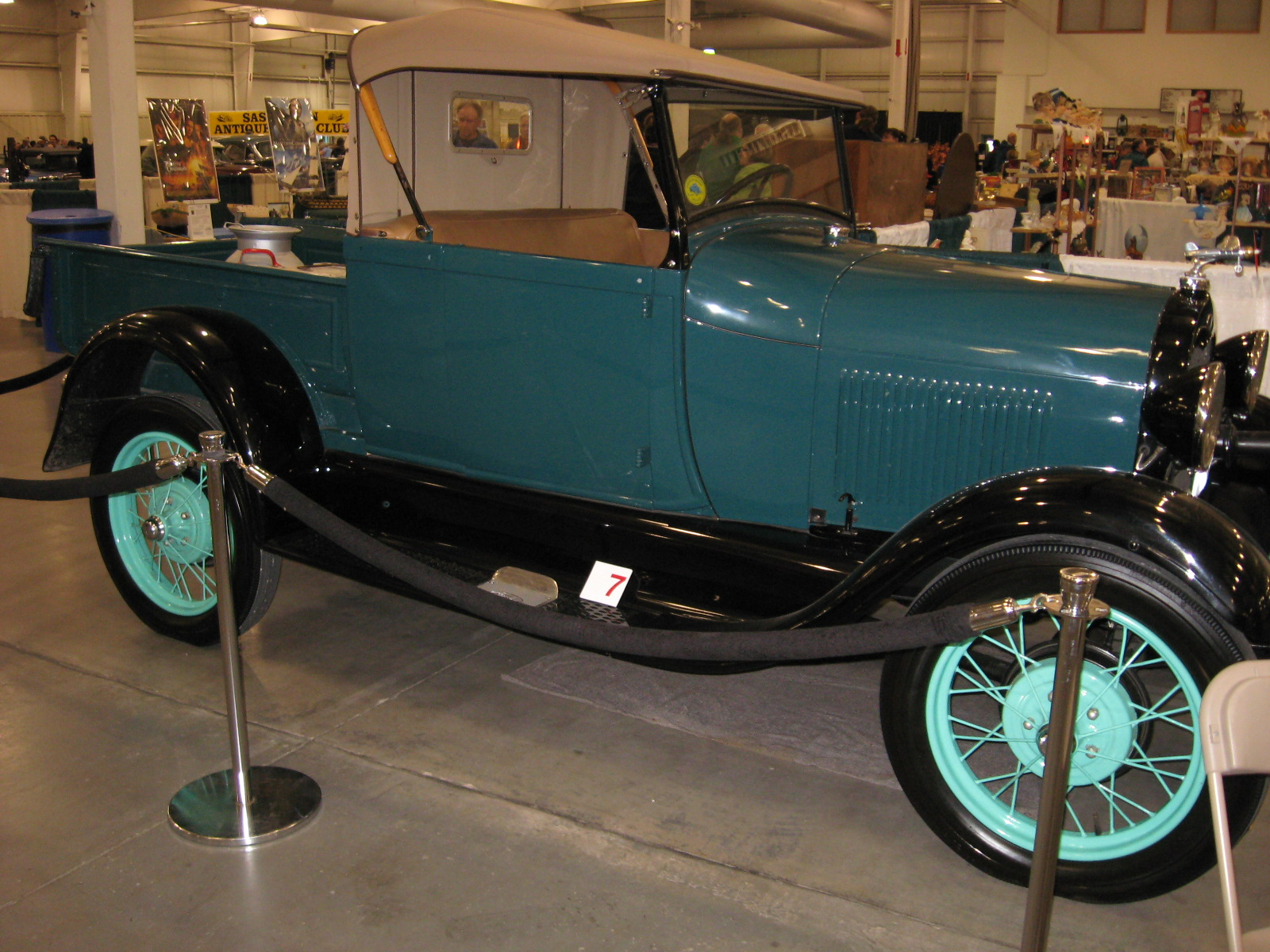
Un pick-up Ford de 1928

Un pick-up, ou pickup, aussi appelé SUT (de l'anglais sport utility truck) ou camion au Canada, est un véhicule utilitaire léger muni d'une benne ou d'un espace ouvert à l'arrière.
Le nom vient de l'anglais pick-up (truck), litt. « camion de ramassage ».
Ce type de véhicule est apparu aux États-Unis. La Ford T connait sa première version « pick-up » en avril 1925, elle est présentée comme la Ford Model T Runabout with Pickup Body.

## Type de véhicules

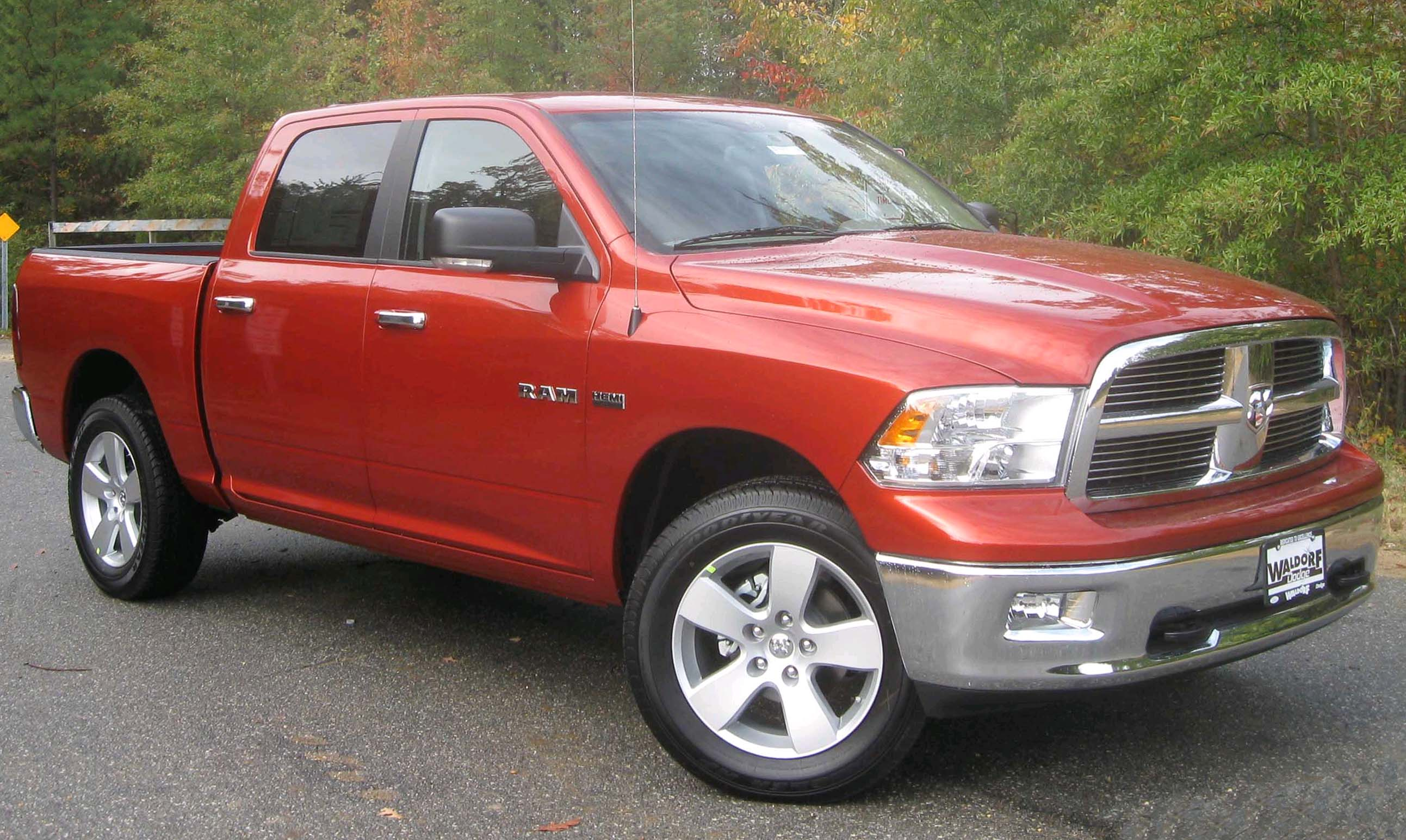
Un Dodge Ram américain double-cabine de 2009

Les pick-up partagent souvent leur base châssis avec un SUV (exemple : Nissan Navara-Nissan Pathfinder). Certains modèles purement tout-terrains, tels les Land Rover Defender et les Nissan Patrol, disposent également d'une version pick-up. 
Il existe aussi des pick-ups dérivés de berlines. Les petits pick-ups, tels les Chevrolet Montana (dérivé de l'Opel Corsa) ou les Fiat Strada (dérivé de la Fiat Palio), sont ainsi très populaires en Amérique du Sud. Des pick-ups dérivés de grandes berlines comme les Holden Commodore et Ford Falcon, sont aussi très appréciés en Australie, ainsi que le modèle Baja pour l'Amérique du Nord dérivée de la plateforme Subaru Outback.

## Déclinaisons
Il existe plusieurs types de pick-up. Aux États-Unis, on distingue trois catégories par taille : compact, mid-size et full-size (taille compacte, taille intermédiaire, et taille normale). Les pick-ups européens ou japonais, dont la longueur varie autour des cinq mètres, sont presque tous des compact. Les pick-ups américains sont pour la plupart mid-size comme le Dodge Dakota, ou full-size, beaucoup plus gros comme le Chevrolet Silverado ou le Ram 1500.
Trois déclinaisons de carrosseries peuvent être distinguées :
Utilitaire
Déclinaison non proposée par tous les constructeurs. Elle se caractérise par une carrosserie dépouillée (pare-chocs très simples en plastique, jantes en tôle, et absence de chromes ou d'éléments décoratifs), des équipements moins nombreux (notamment les technologies), et des options utilitaires inédites comme un plateau ou une benne basculante. En outre, il n'y a généralement pas de place passager d'appoint à l'arrière comme sur un simple cabine. Certains constructeurs proposent ce genre de déclinaison sur des véhicules à deux roues motrices.
Simple cabine
Déclinaison à deux portes, mais qui dispose de places arrière d'appoint, pour de petit trajets. Plus utilisée par les particuliers, elle peut disposer de tous les équipements de confort, de sécurité et de toutes les options proposés par le constructeur.
Double cabine
Déclinaison dotée de quatre portes mais généralement le véhicule n'est pas plus long qu'un simple cabine (la benne est juste plus courte).

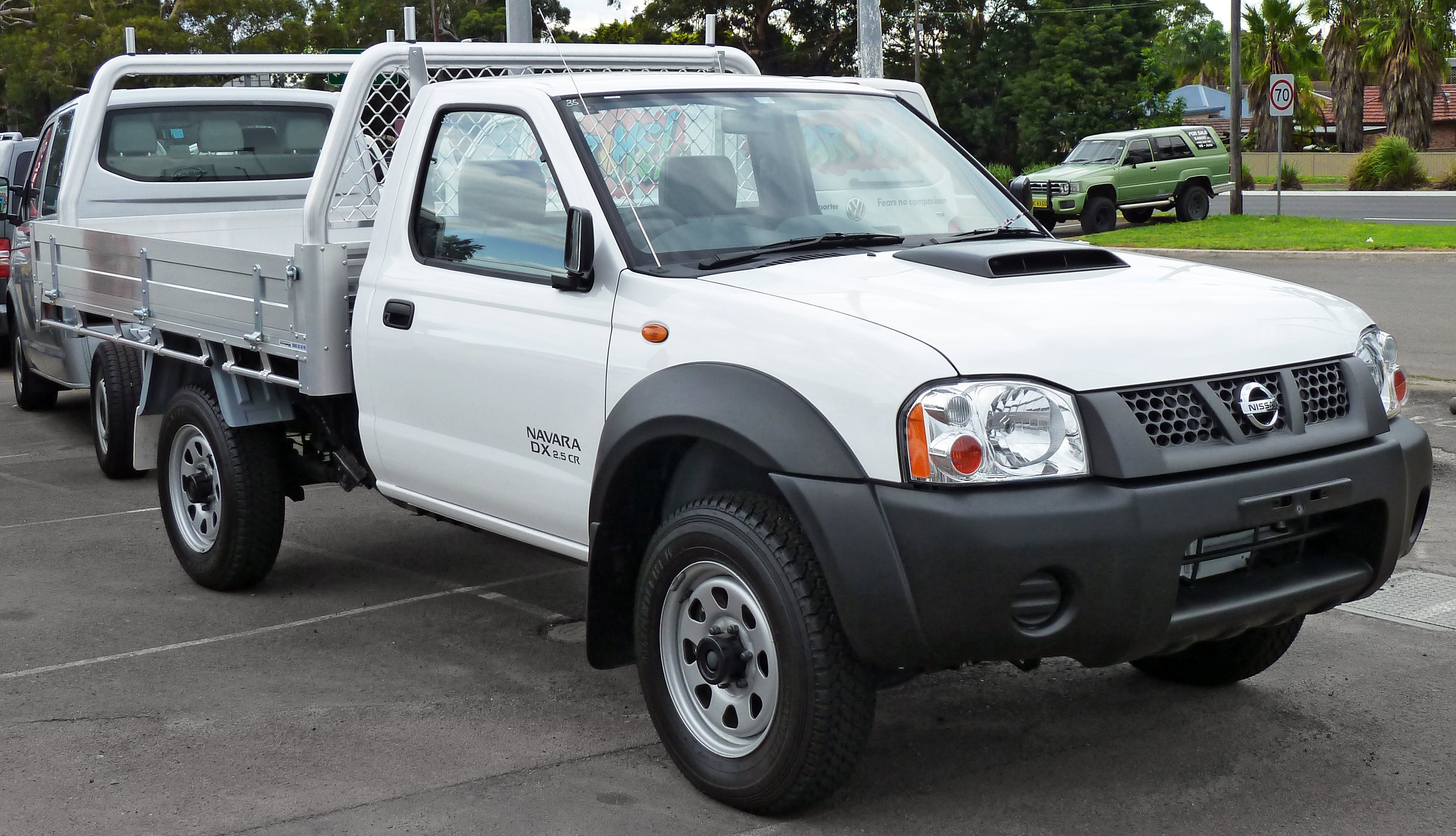
Nissan Navara utilitaire
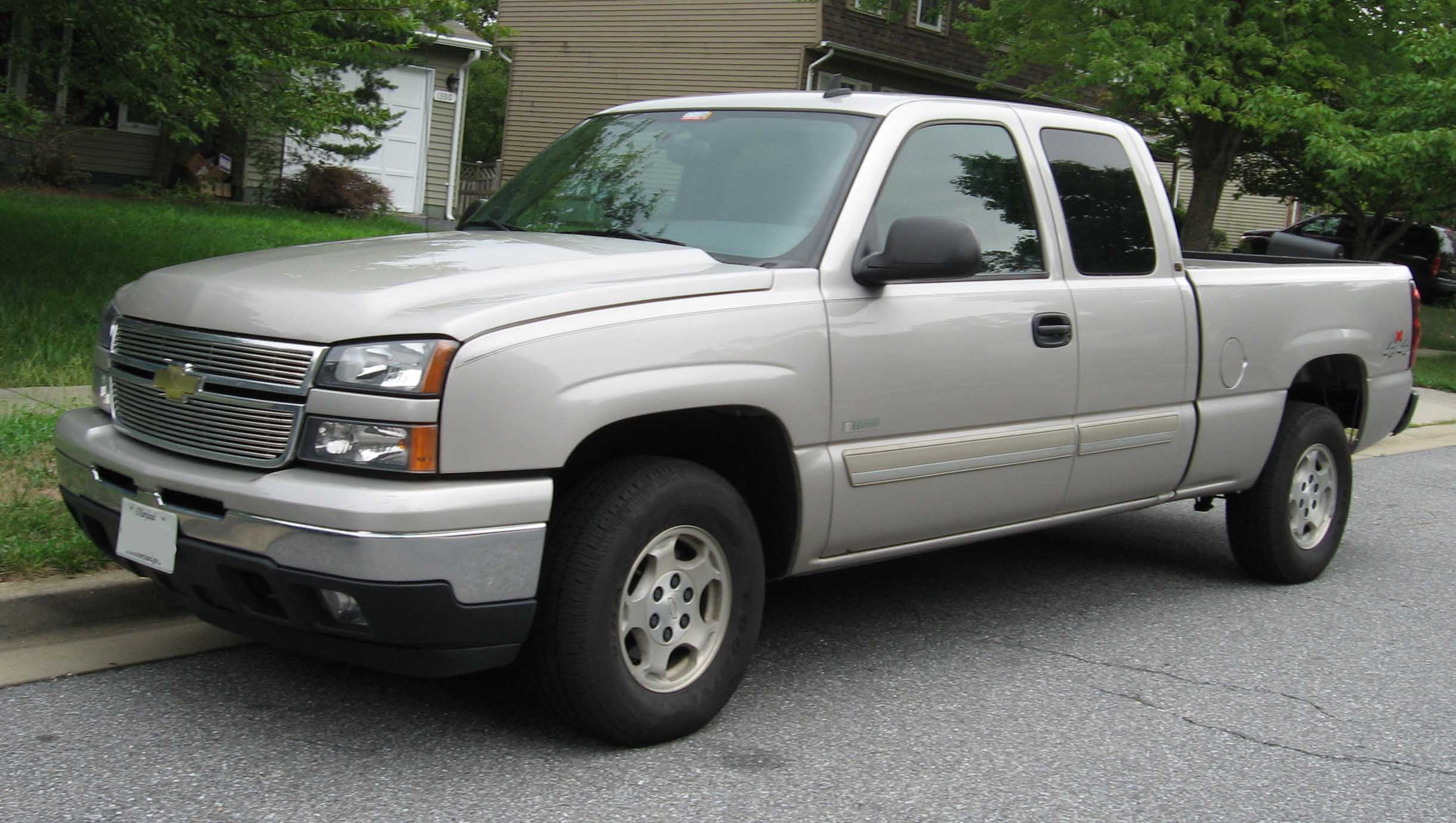
Le Chevrolet Silverado simple-cabine, un pick-up « Full-size ».
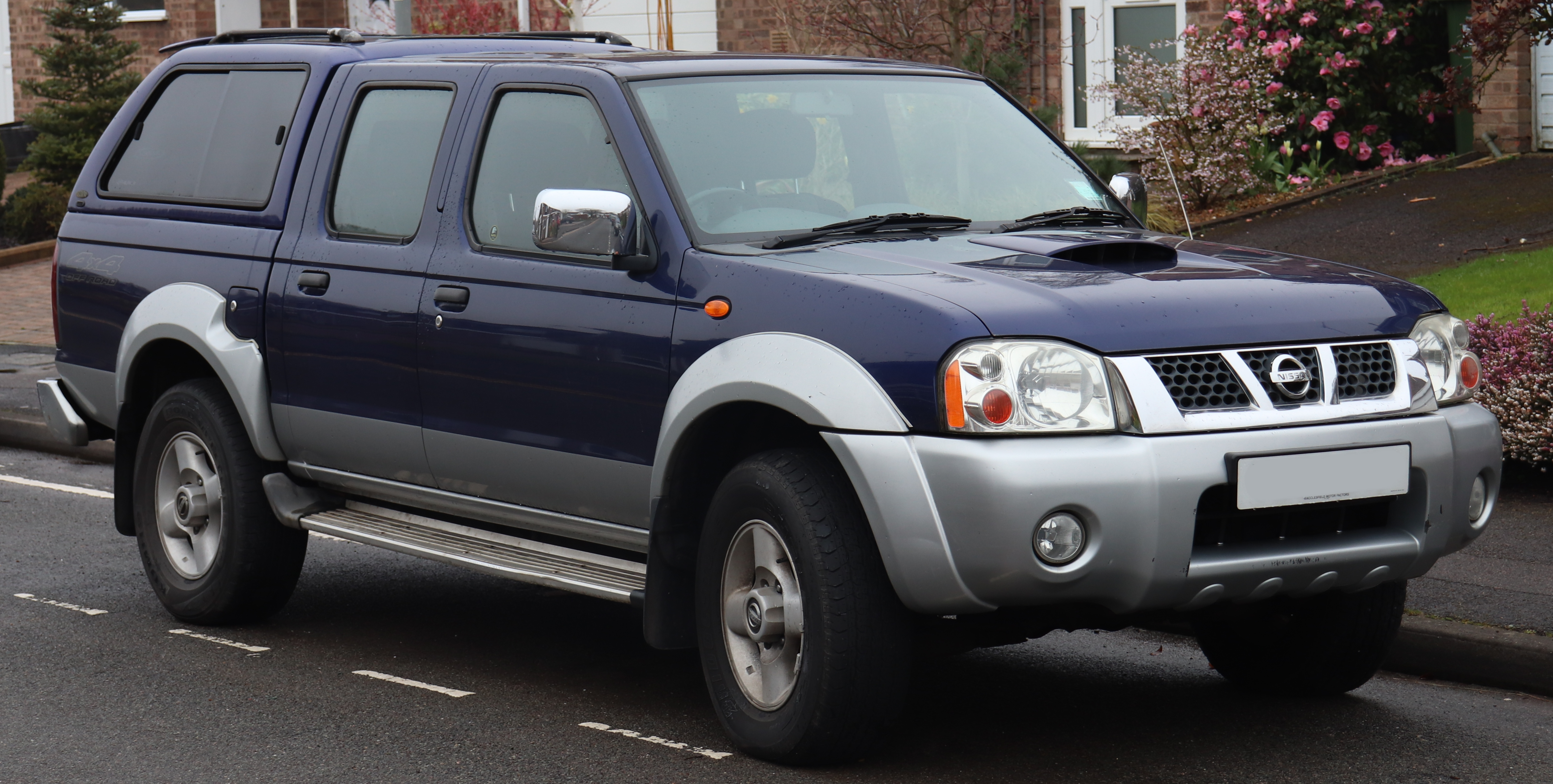
Un Nissan Navara double-cabine

## Dans le monde

### États-Unis
Tout d'abord véhicule réservé aux paysans et aux commerçants, le pick-up a pris une grande ampleur dans son pays d'origine, les États-Unis, en devenant un véhicule de tous les jours à la manière des SUV. Depuis plusieurs dizaines d'années, les pick-ups (aussi appelés light trucks) caracolent en tête des ventes de véhicules aux États-Unis, devançant largement les ventes de berlines. Ils constituent, d'ailleurs, la dernière chasse gardée des constructeurs automobiles américains face aux constructeurs japonais. 
Ainsi, en 2006, le Ford F-Series était numéro un du marché américain, avec plus de 900 000 véhicules vendus par an, devançant ainsi le Chevrolet Silverado et ses 650 000 véhicules vendus annuellement.
De taille nettement supérieure à celle de leurs homologues européens, certains pick-ups américains disposent de déclinaisons spécifiques à leur marché, comme les versions longues ou celles disposant de roues arrière jumelées pour le transport de charges très lourdes ou la traction de remorques.

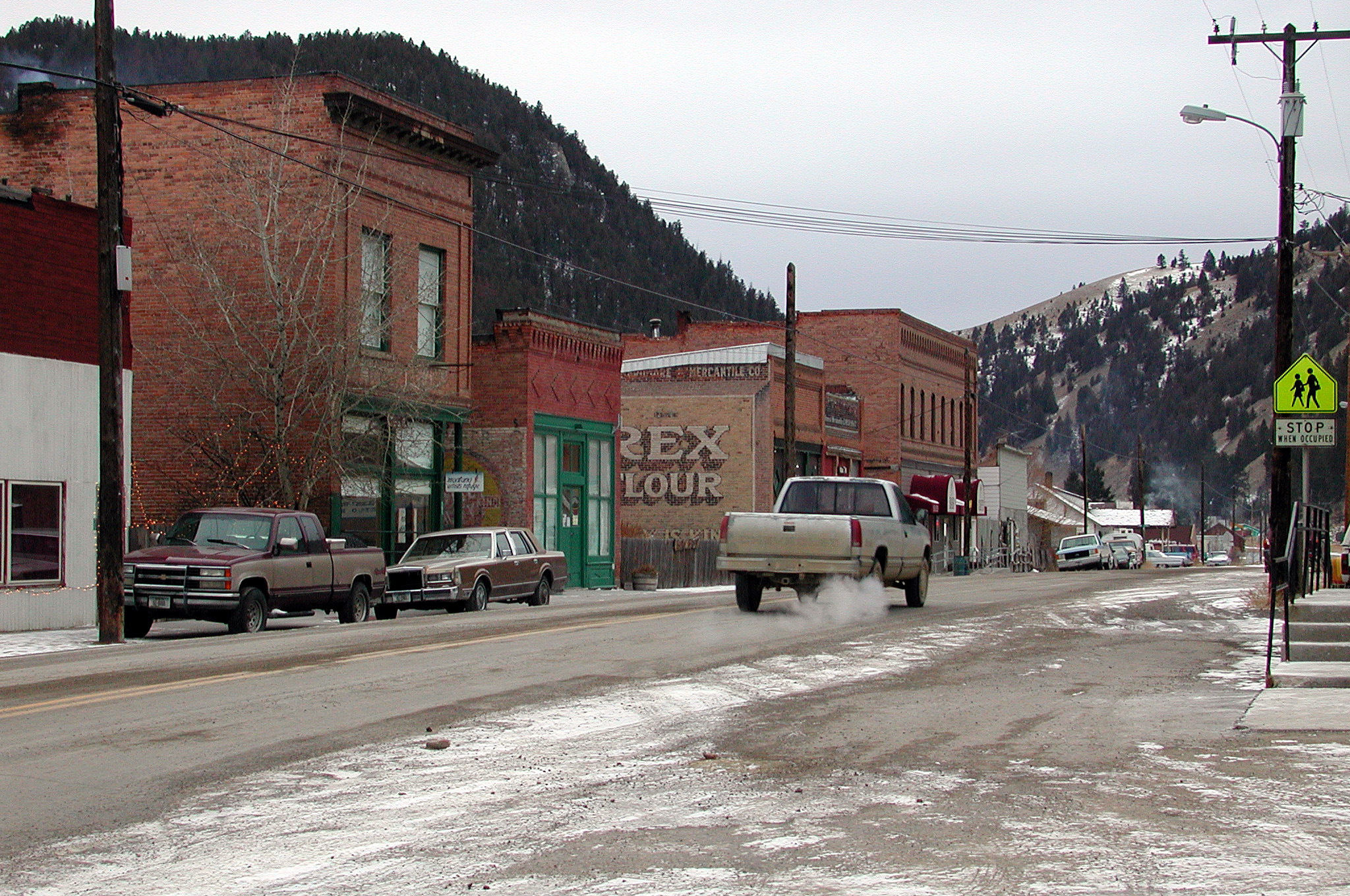
Des pick-ups à Basin (Montana).
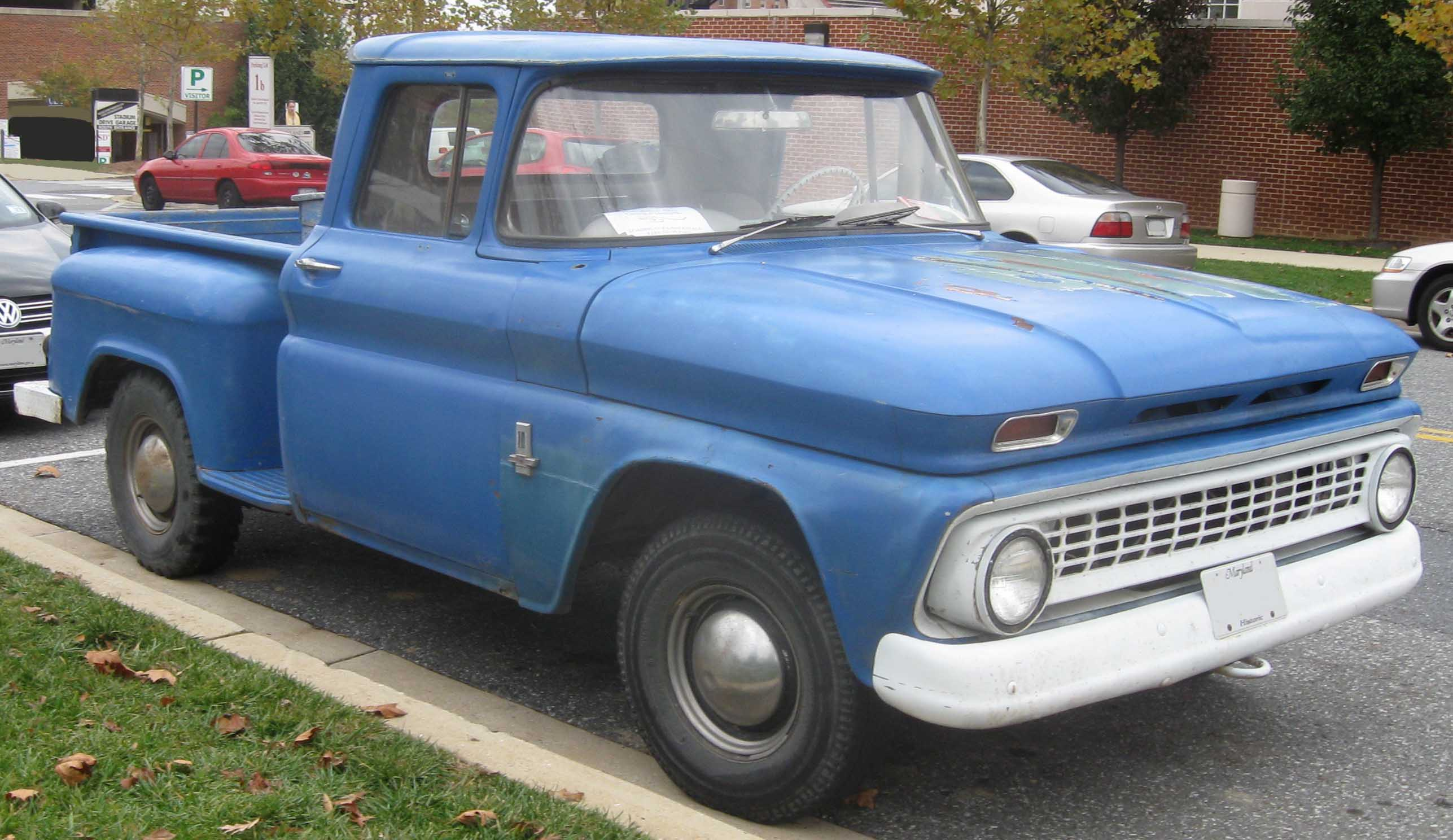
Pickup Chevrolet C10 Stepside de 1963.
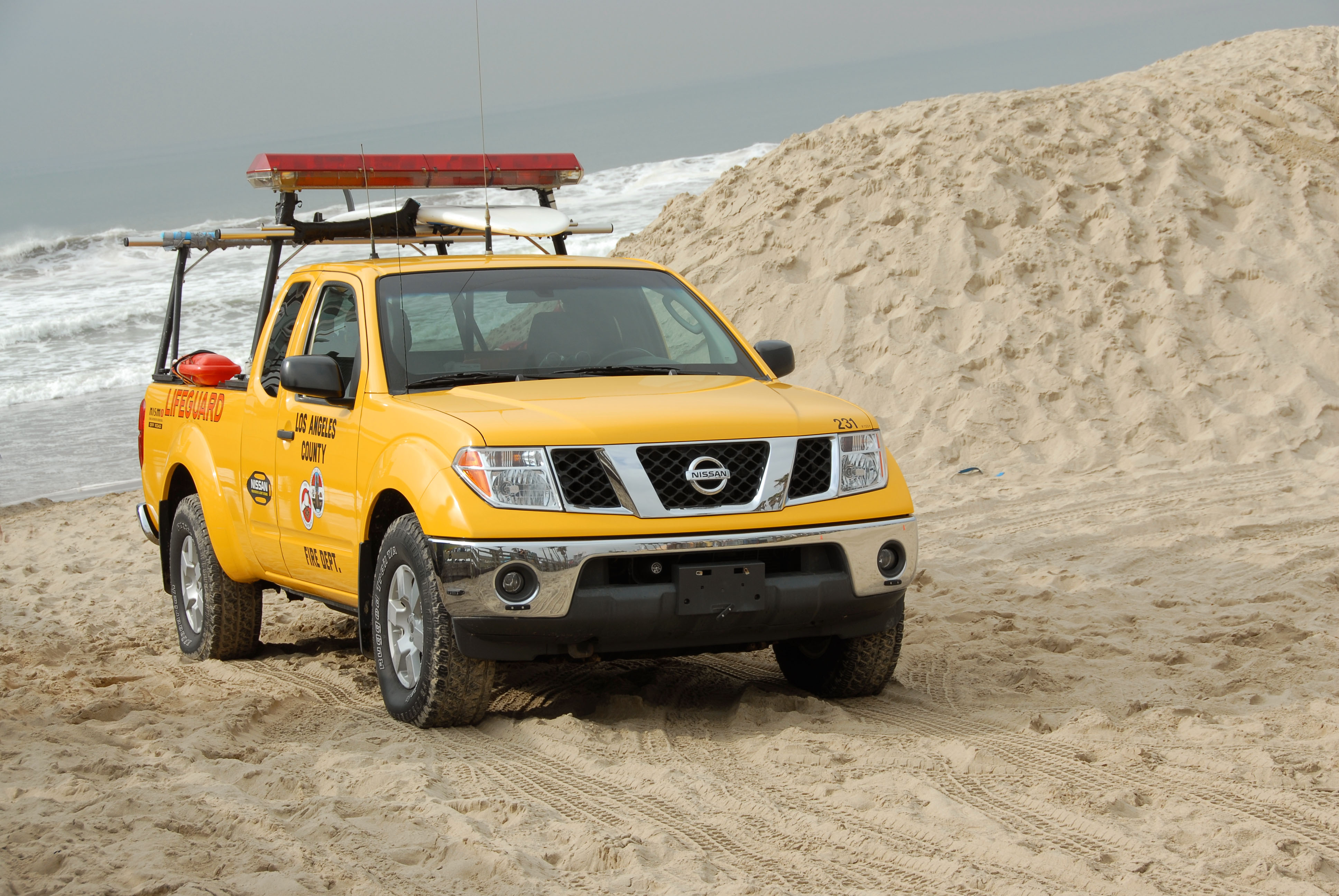
Un Pickup équipé du Fire Dept de Los Angeles.
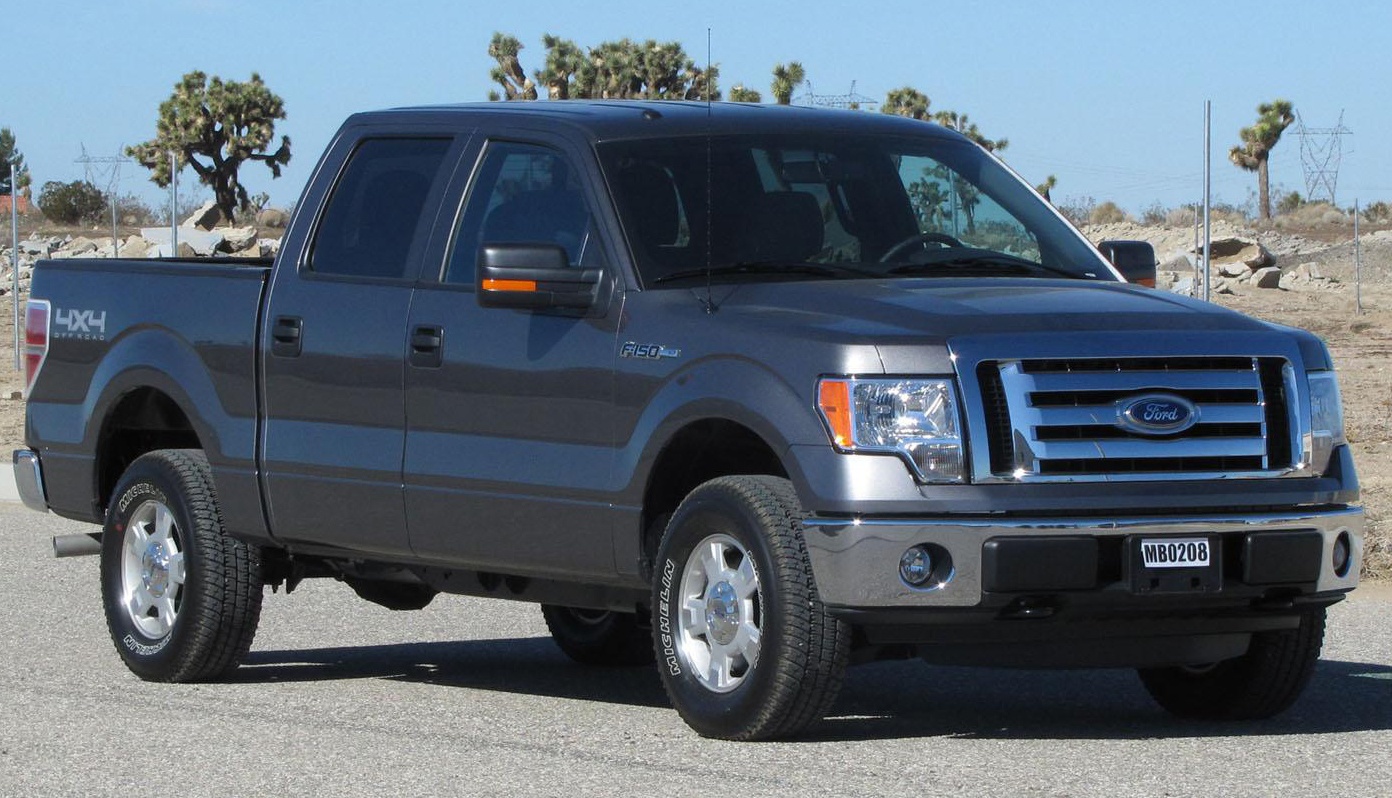
Un Ford F-150.
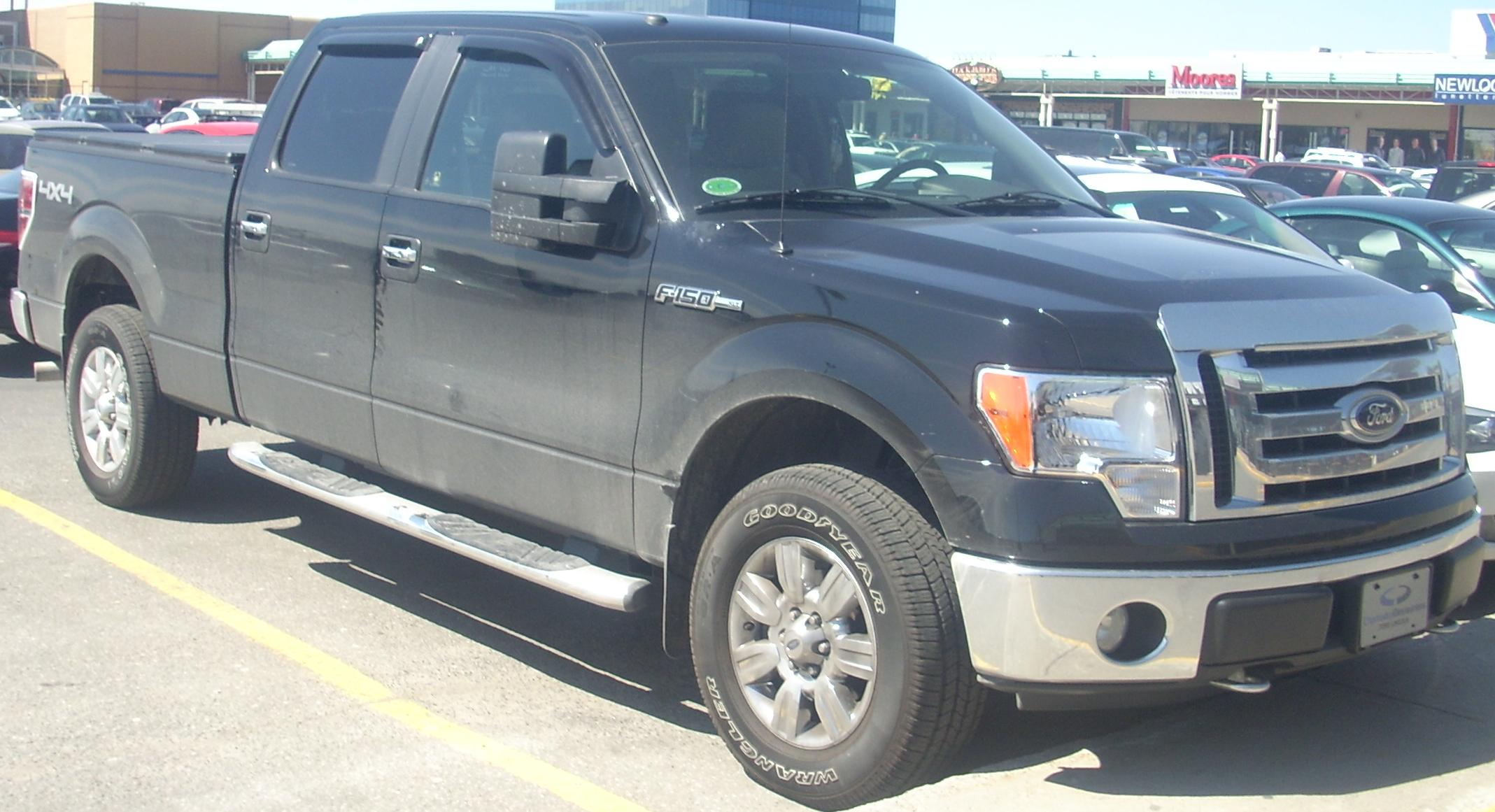
Ford F-150 version longue.
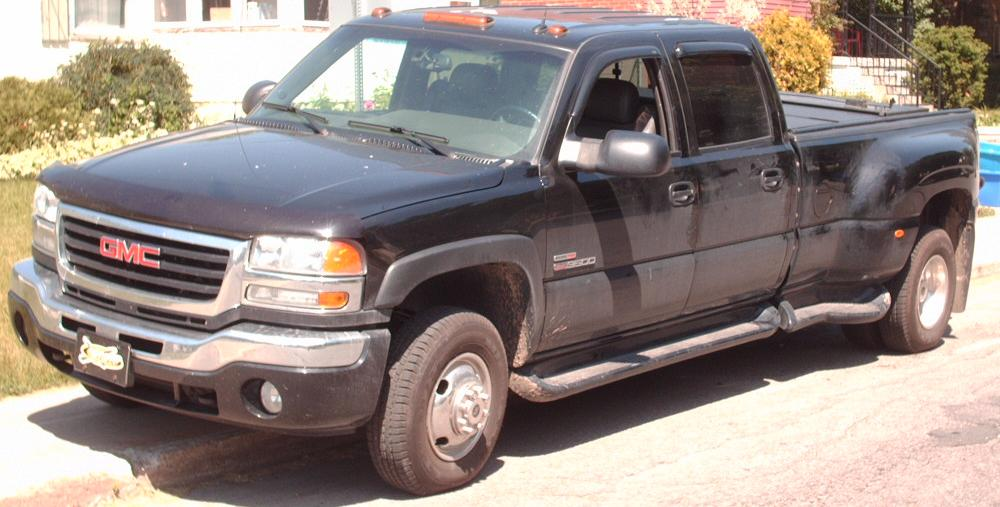
GMC Sierra 3500 avec roues arrière jumelées.
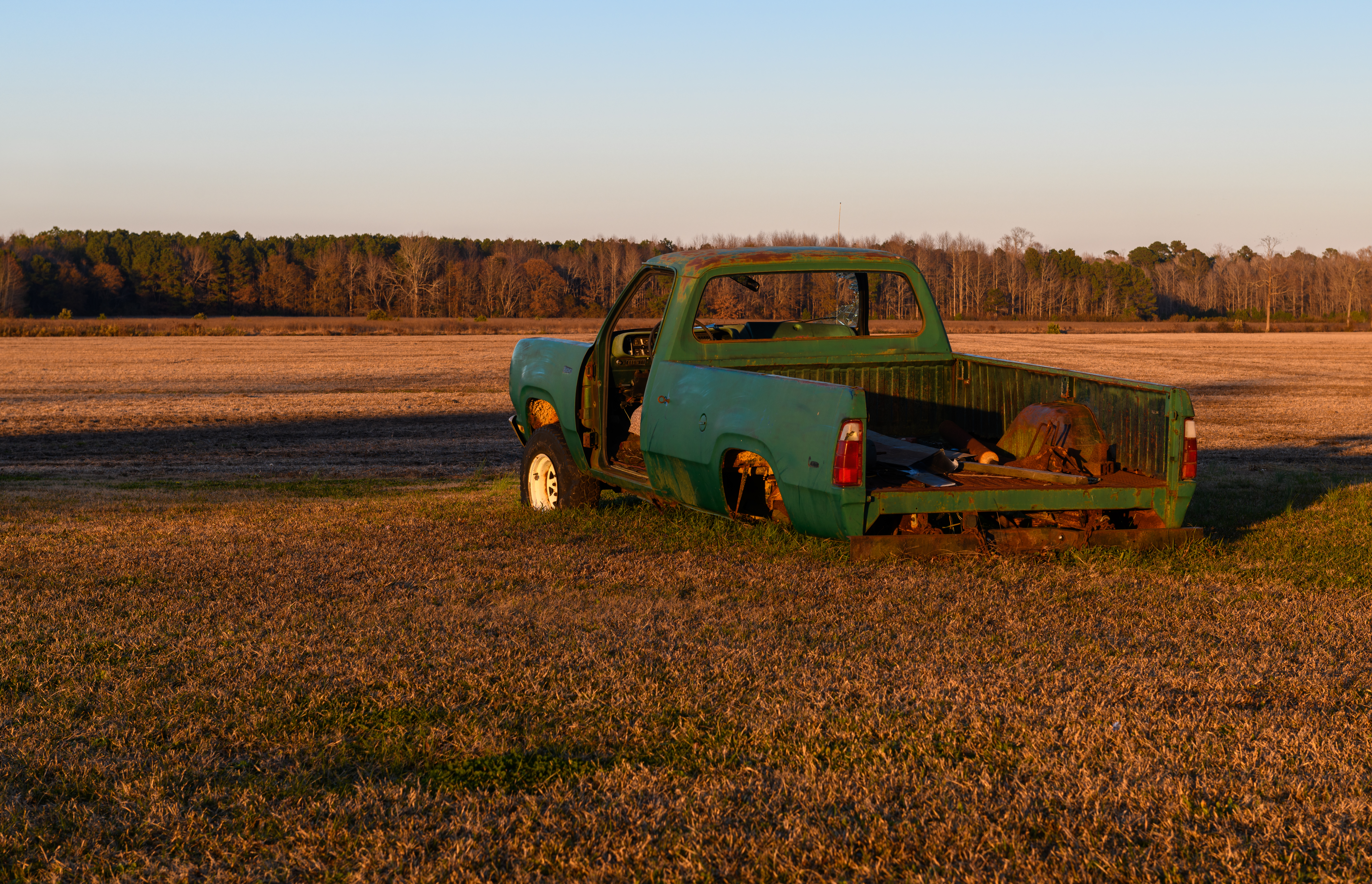
Un pick-up abandonné à Creeds, Virginia Beach, États-Unis.

### Australie
En Australie, les pick-ups sont appelés « ute » (abréviation d' « utility », « utilitaire » en français). Leur présence dans ce pays est presque aussi ancienne qu'aux États-Unis, pour les mêmes raisons. Cependant, les « ute » n'ont pas connu le même essor que les pick-ups aux États-Unis et restent surtout cantonnés à leurs fonctions utilitaires.

### Europe
En 2008, le pick-up est un véhicule assez marginal en Europe, contrairement aux deux précédents pays, à l'exception de certaines zones montagneuses ou rurales, comme l'île de Crète, en Grèce. Toutefois, ici aussi, il y a une évolution allant du pick-up utilitaire vers le pick-up de loisir. Le marché européen est détenu en grande partie par les constructeurs japonais.

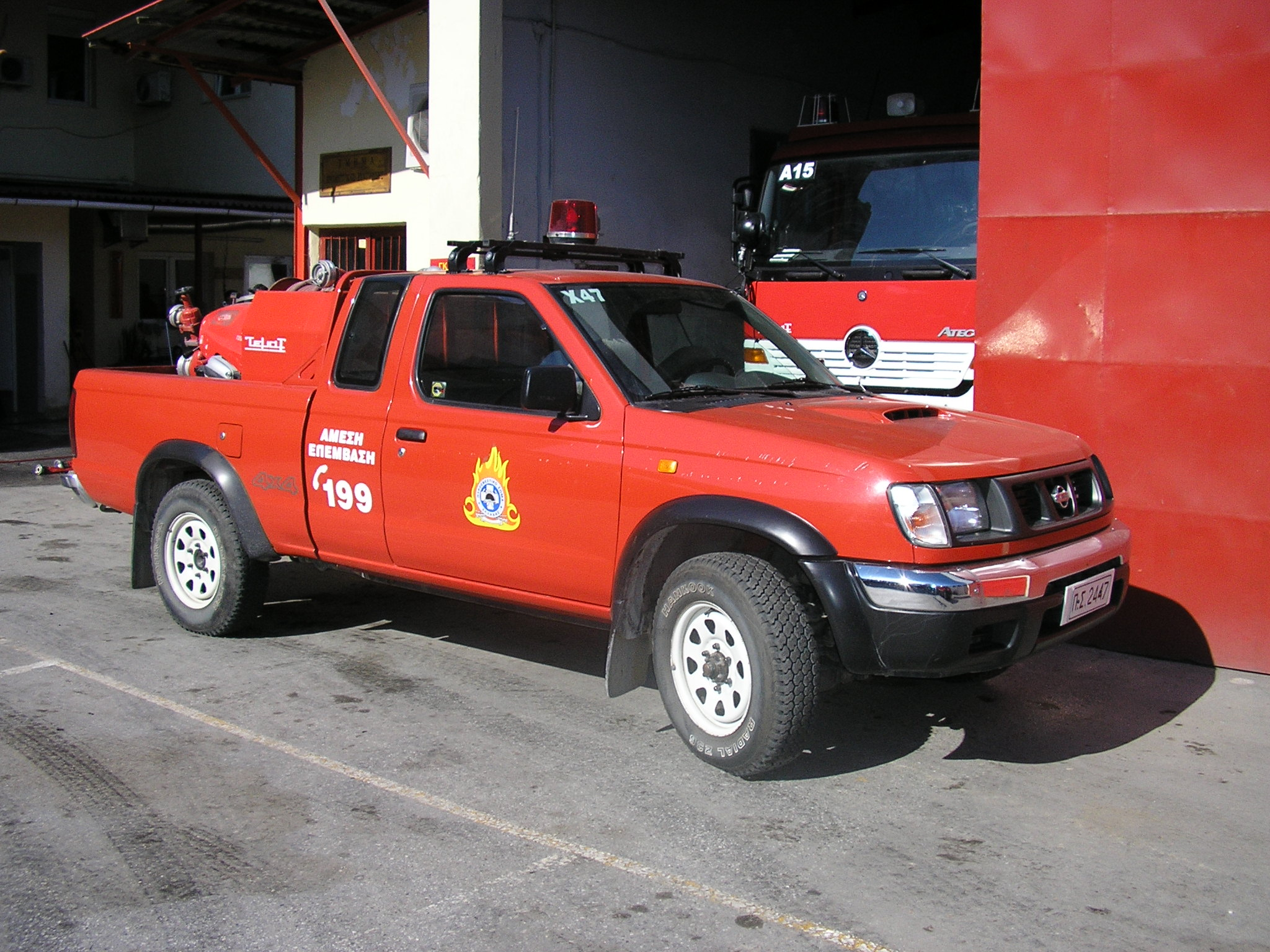
Un pick-up 4x4 Nissan Navara de pompiers, en Grèce.
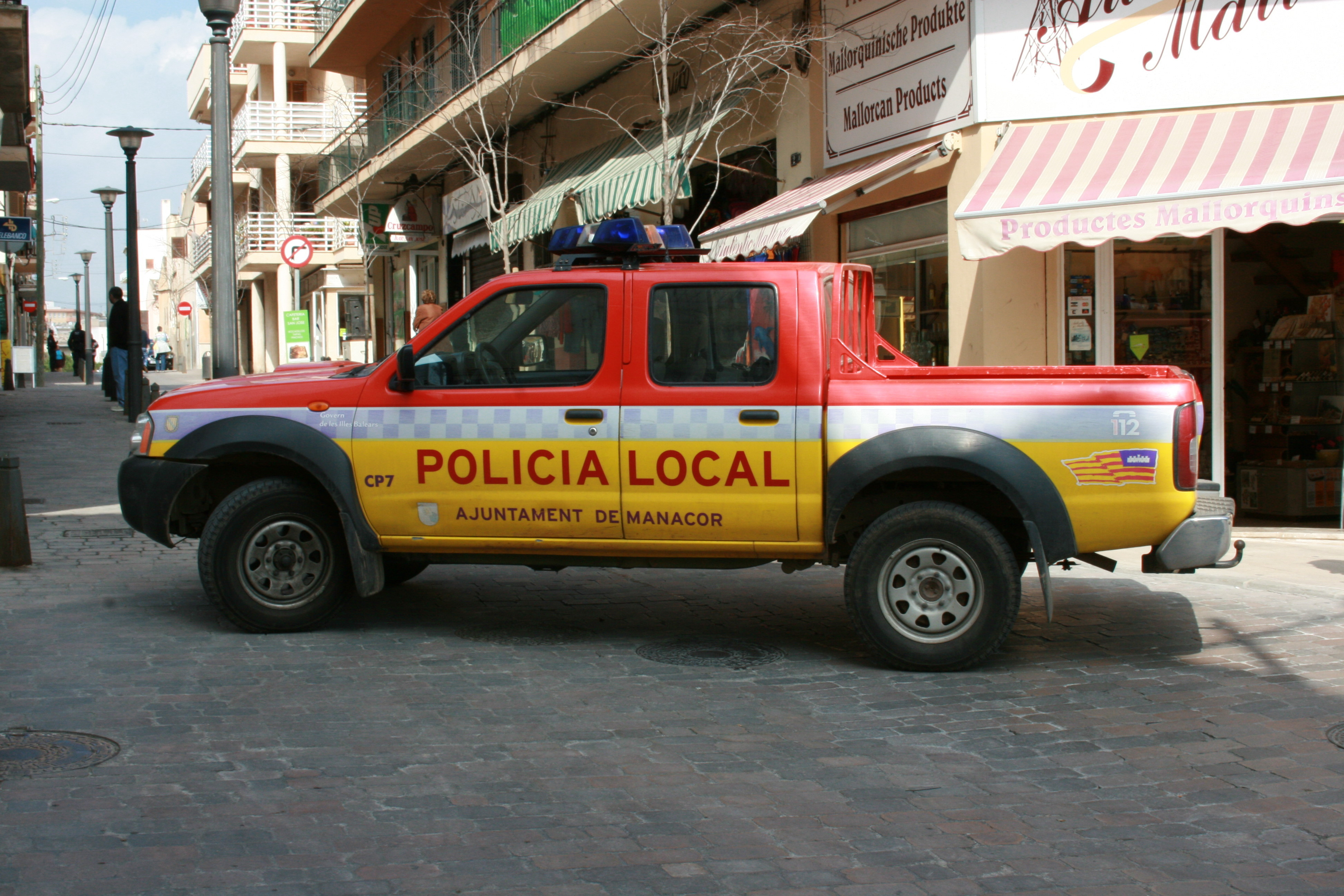
Un pick-up de la police (Nissan Navara) sur l'île de Majorque.
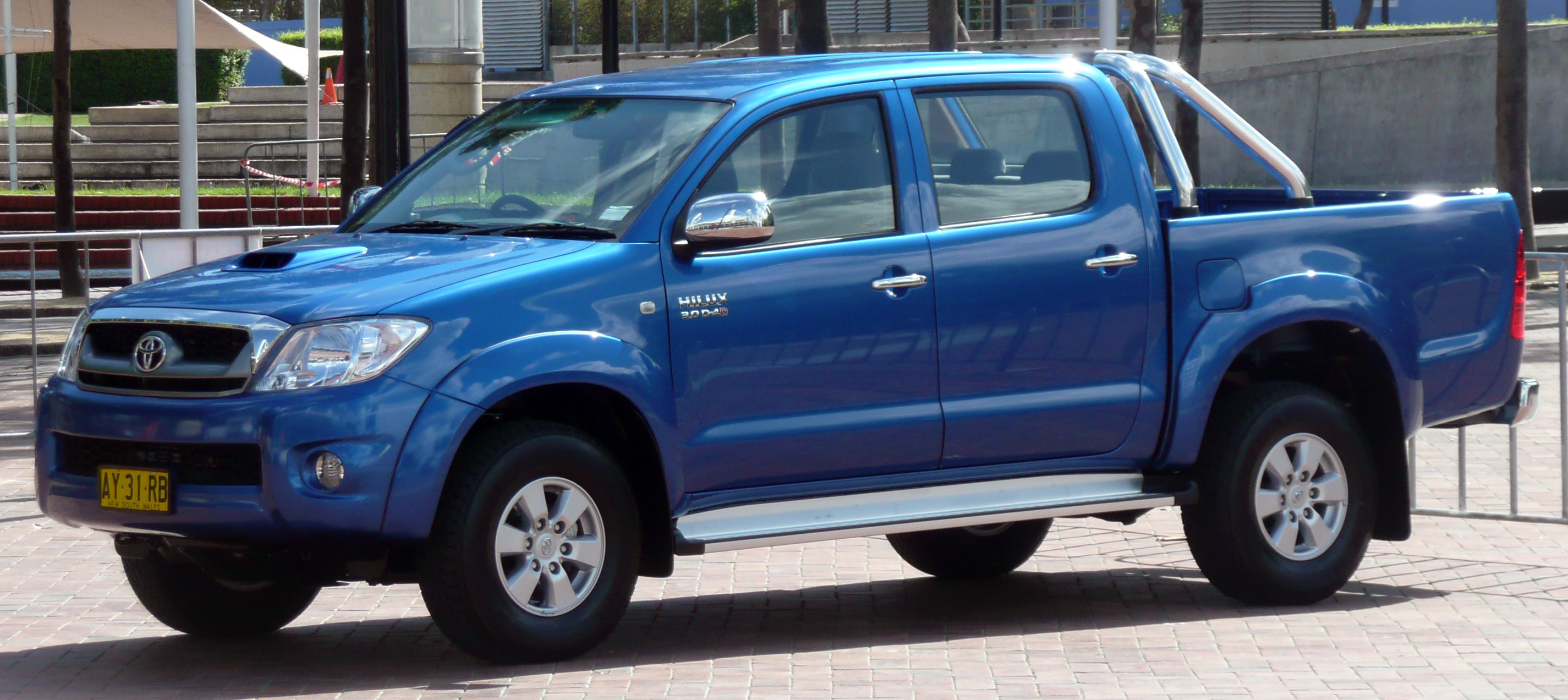
Le Toyota Hilux, un pick-up « européen ».
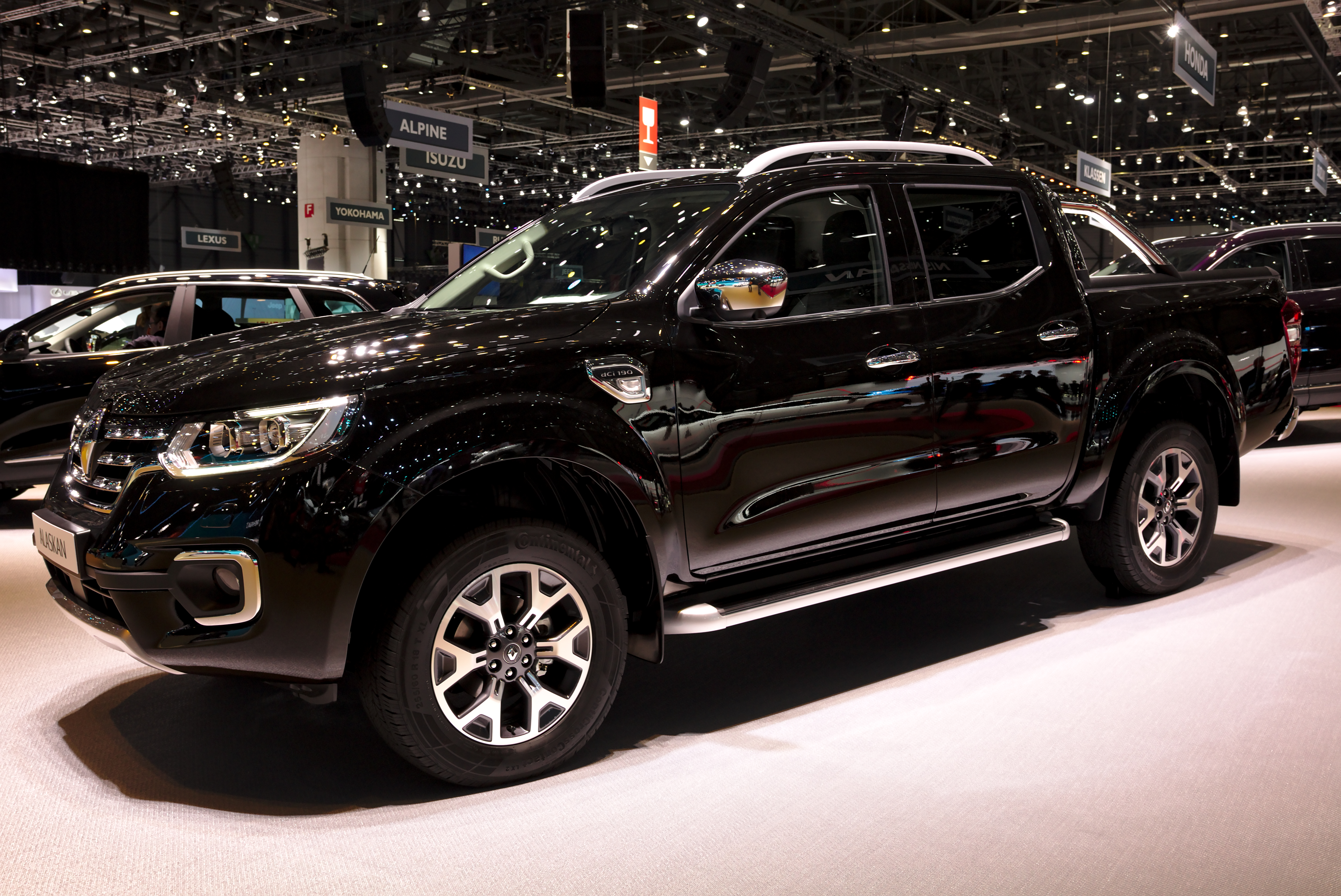
Le Renault Alaskan au salon de Genève en 2018.

### Afrique

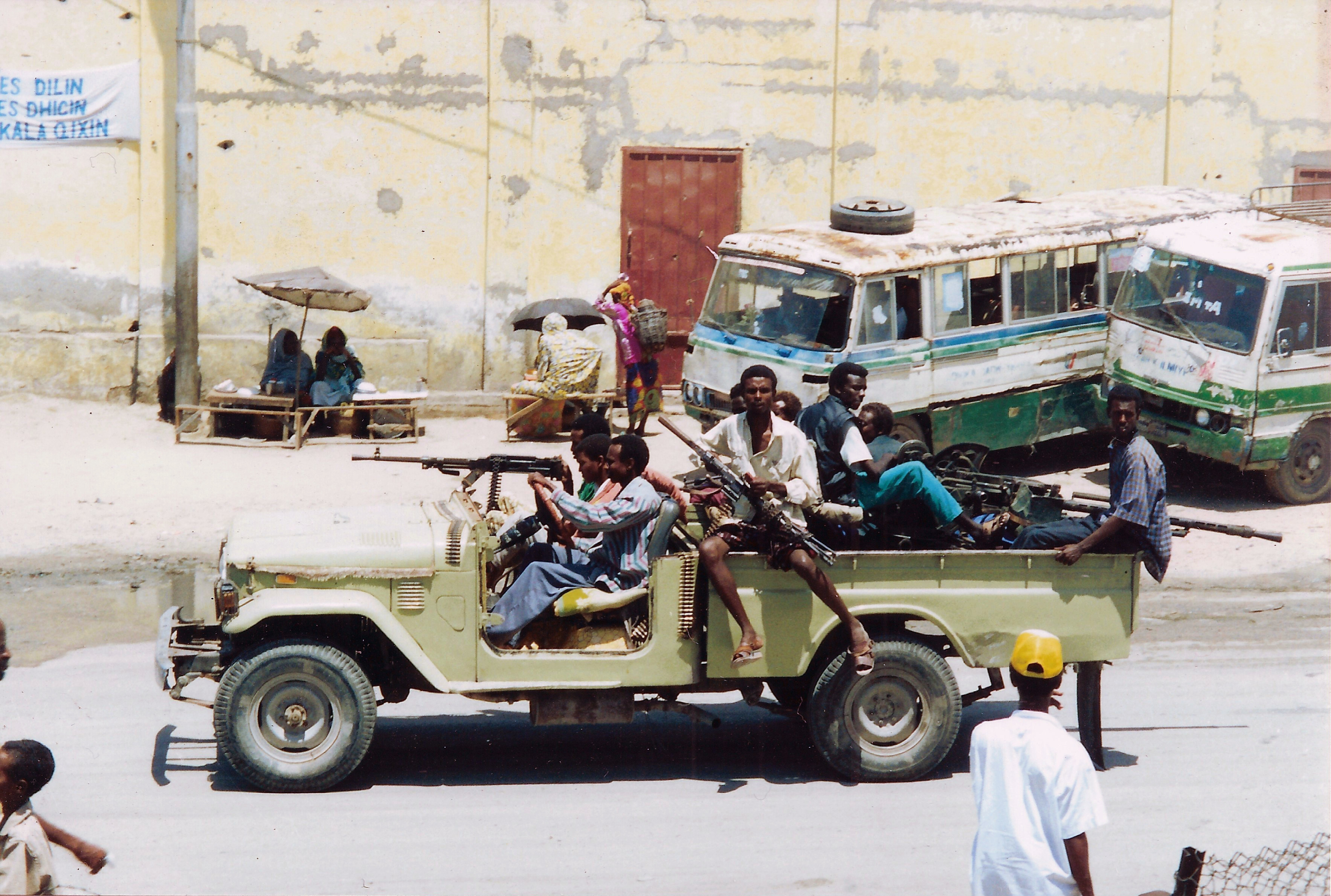
Un pick-up Toyota Land Cruiser à Mogadiscio.

La camionnette est un véhicule assez répandu en Afrique. Notamment les pick-ups Toyota Hilux, très utilisés durant des guerres comme le Tchad et la Libye (1987), au point que cette dernière fut nommée la « guerre des Toyota ». Depuis, les camionnettes sont massivement utilisées par les milices armées pour le transport de soldats. Ils sont parfois équipés d'une mitrailleuse ou d'un lance-missiles, ce qui constitue un véhicule de combat improvisé. En Somalie, ce type de camionnette est appelé « Technikal ». En Afrique australe, on le désigne sous le nom afrikaans de « bakkie » dans toutes les langues locales, y compris en anglais.

### Amérique du Sud

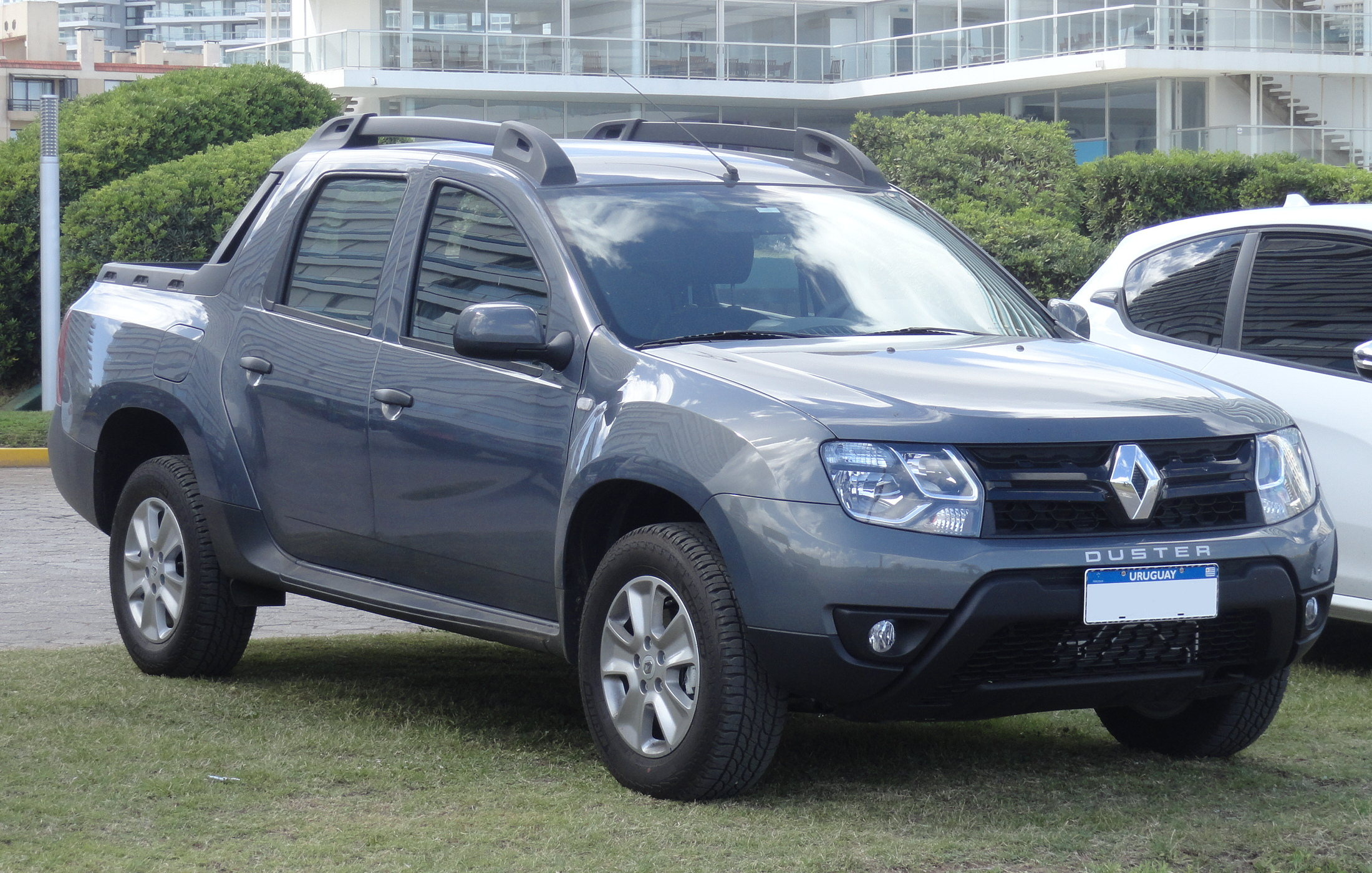
Renault Duster Oroch.

Le Renault Duster Oroch est un pick-up avec une simple ou une double cabine qui a été présenté en juin 2015 à Buenos Aires en Argentine pour être vendu en Amérique du Sud avec 2 motorisations essence, au choix le 1.6 ou le 2.0. Pour l'instant, il n'est pas prévu qu'il vienne en Europe, que ce soit sous le logo Dacia ou, encore moins Renault.

## Constructeurs
- Cadillac : Escalade EXT
- Chevrolet : Colorado, Silverado, S-10 ...
- Dacia : 1300 Pick-up, Logan Pick-up
- Dodge : Dakota, Ram.
- Fiat : Strada, Fullback, Toro
- Ford : F-Series, Ranger, Explorer Sport Track, Falcon Ute, Maverick
- GMC  : Canyon, Sierra
- Holden: Rodeo, Ute.
- Honda : Ridgeline.
- Hummer : H2 SUT, H3T.
- Hyundai : Santa Cruz.
- Isuzu : Rodeo, D-Max
- Jeep : Gladiator
- Land Rover : Defender
- Mahinda : Goa
- Mazda : Série B, Mazda BT-50.
- Mercedes-Benz : Sprinter Pick-Up, Classe X
- Mitsubishi : L200, Raider.
- Nissan : Navara, Patrol, Titan, Frontier…
- Opel : Campo, Corsa
- Peugeot: 404, 504, Hoggar, Peugeot Pick Up, Peugeot Landtrek
- Polonez :  Truck, Truck Plus
- Renault : Duster Oroch, Alaskan
- Škoda : Felicia, Gnom
- SsangYong : Musso Sports, Actyon Sport.
- Suzuki : Equator
- Tata Motors
- Toyota : Hilux, Land Cruiser Serie 70, Tacoma, Tundra
- Volkswagen : Caddy, Taro, Amarok, Crafter Pick-Up

Pick-ups de différents constructeurs
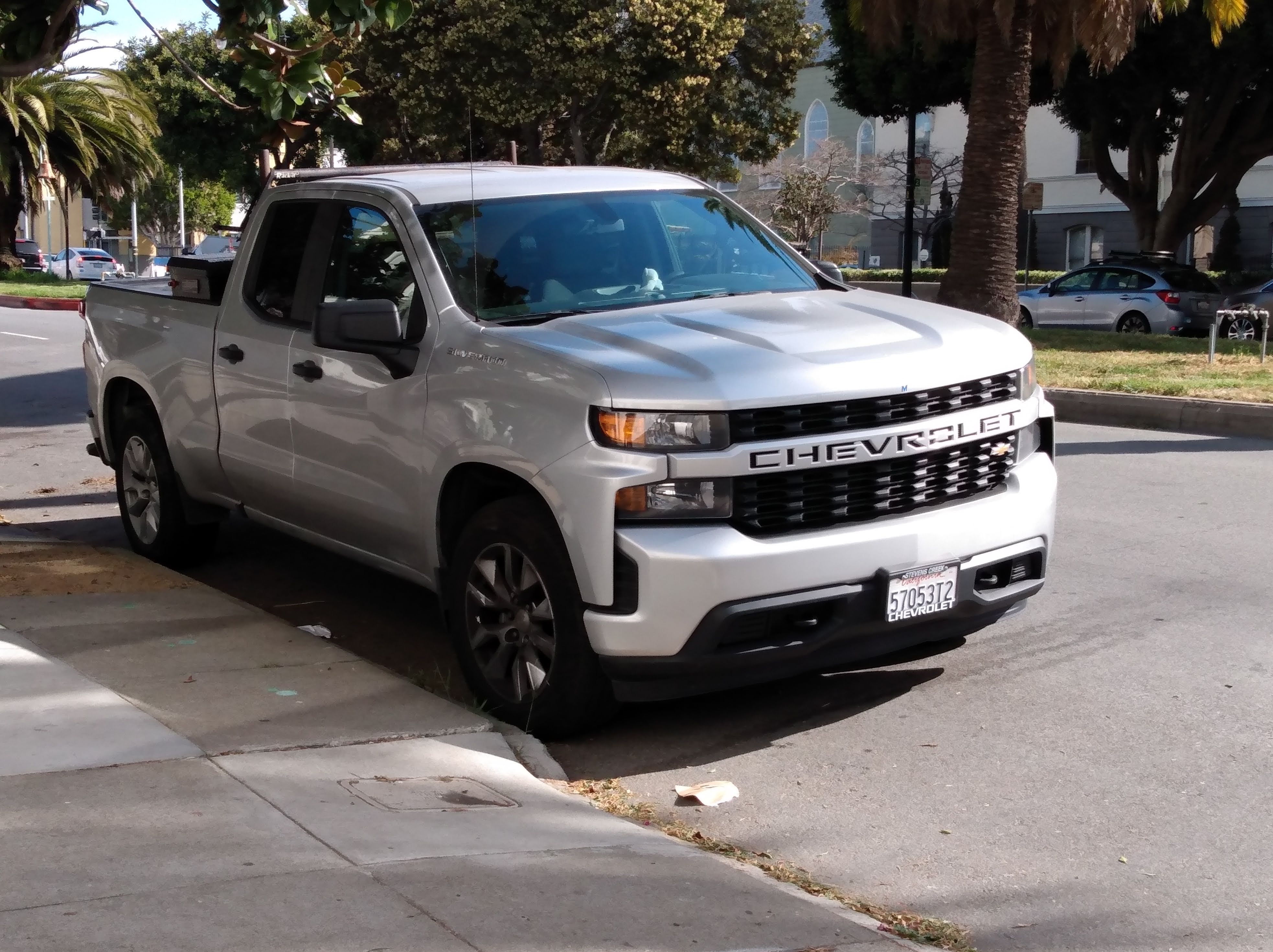
Chevrolet Silverado 1500 (2020)
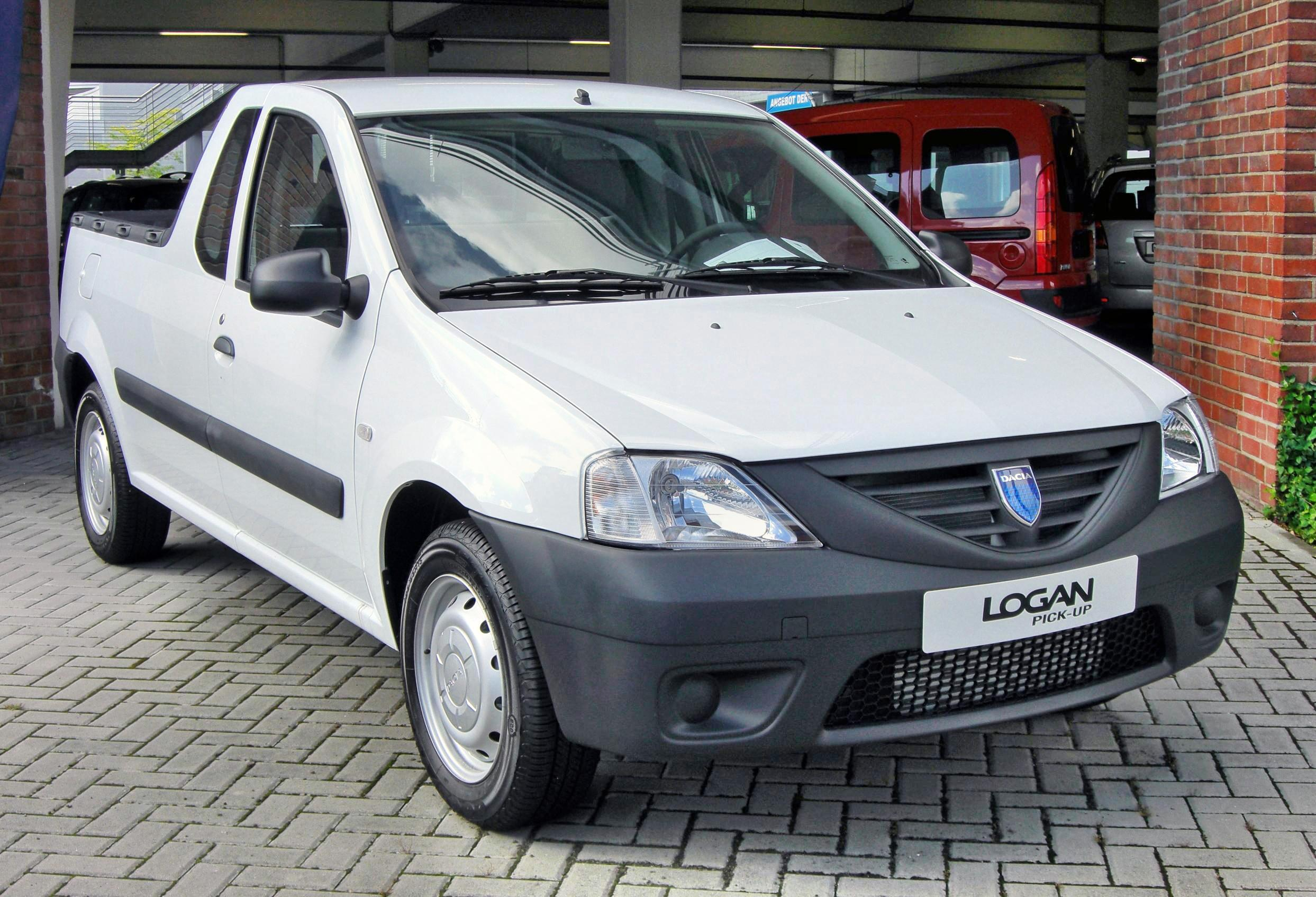
Dacia Logan I Pick-up
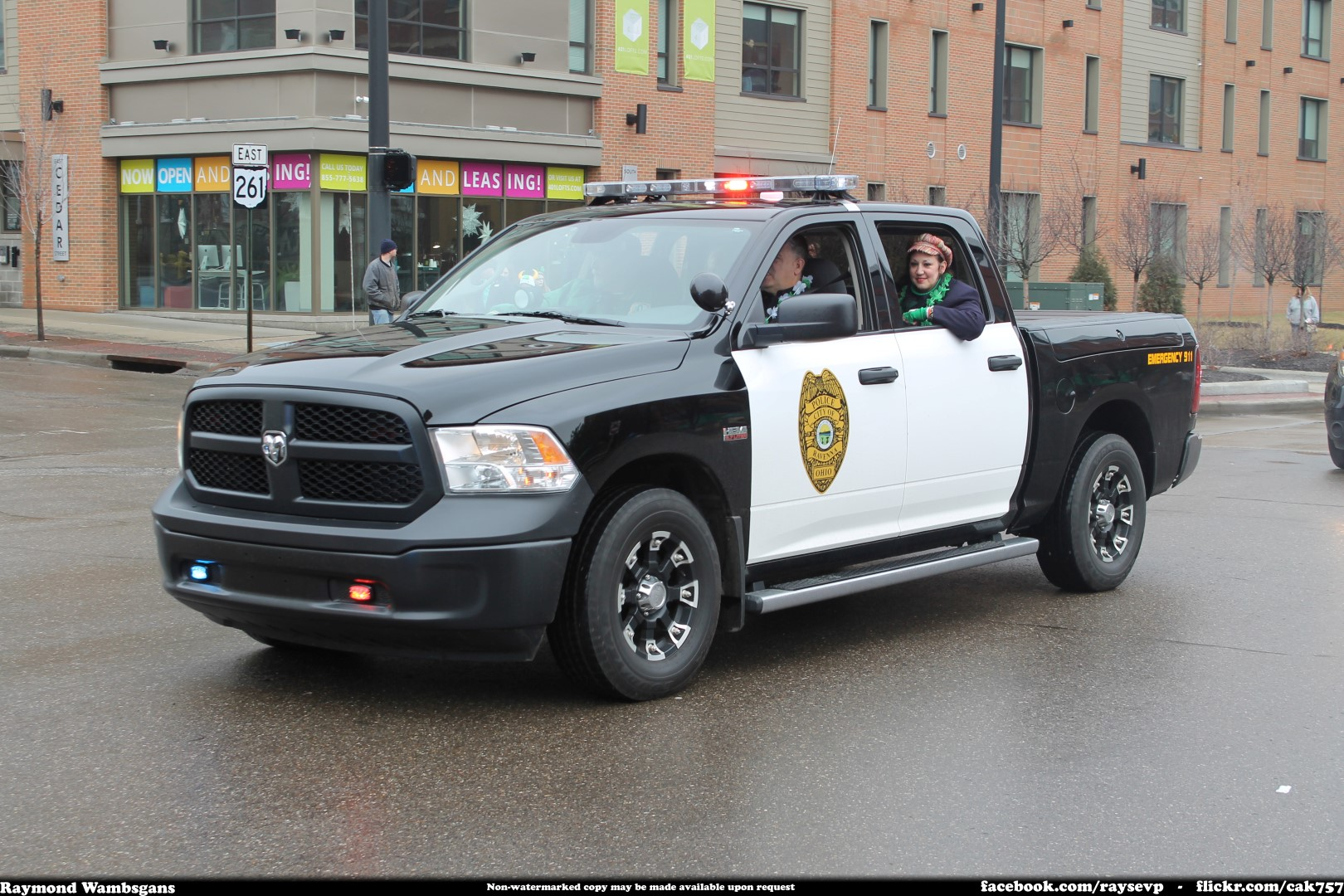
Dodge Ram (pick-up) appartenant à la police de l'Ohio (États-Unis)
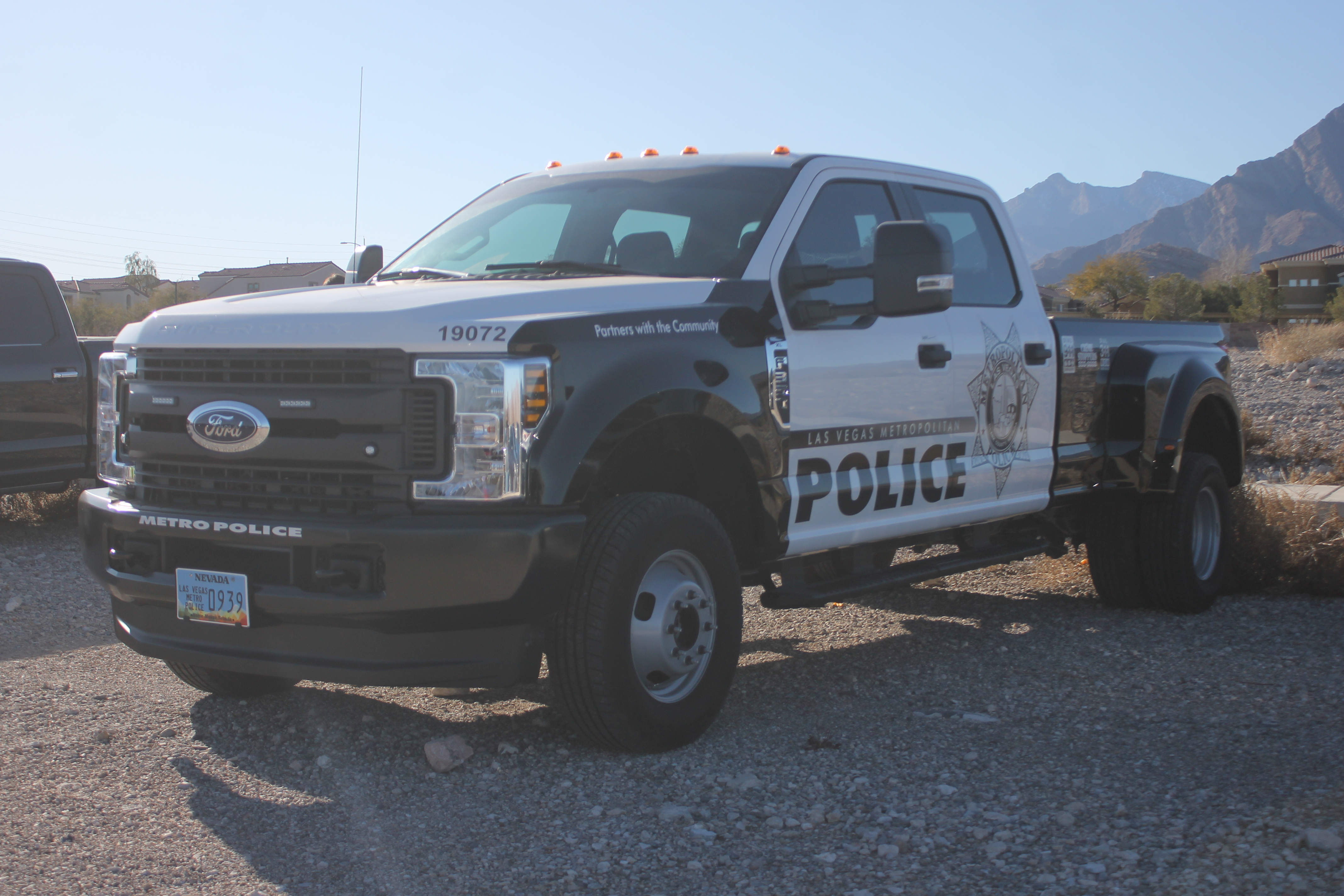
Ford F-Series (F-350) appartenant à la police américaine
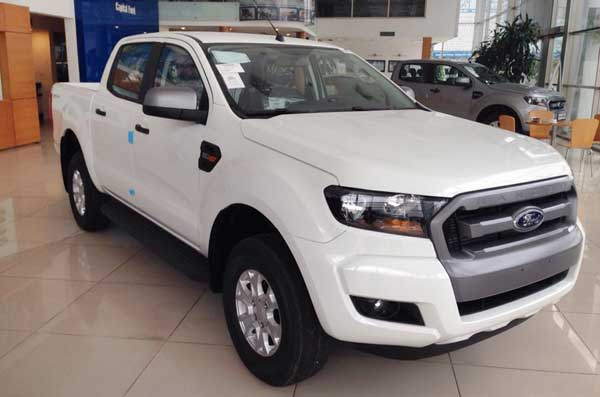
Ford Ranger (2019)
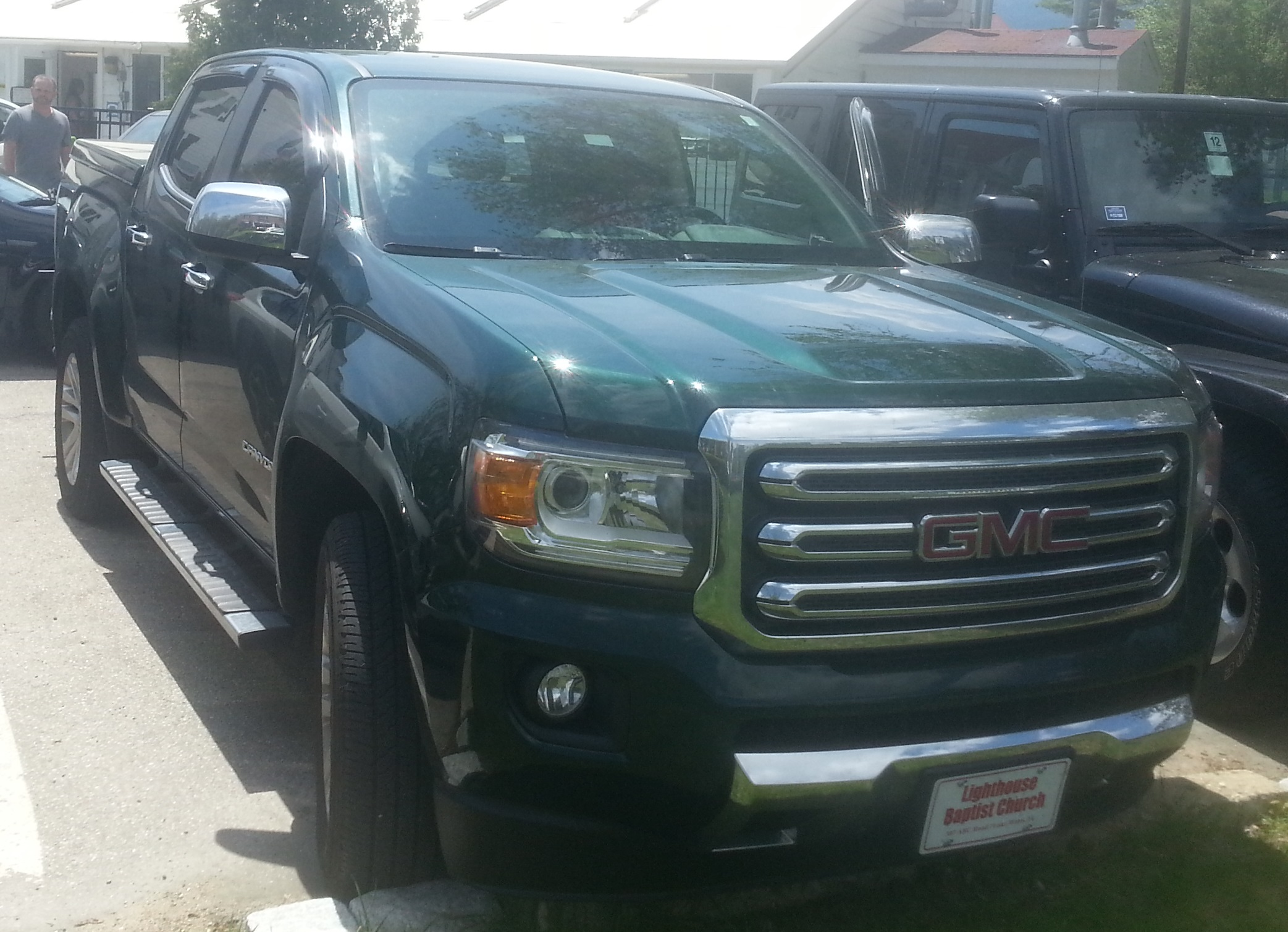
GMC Canyon Double Cab
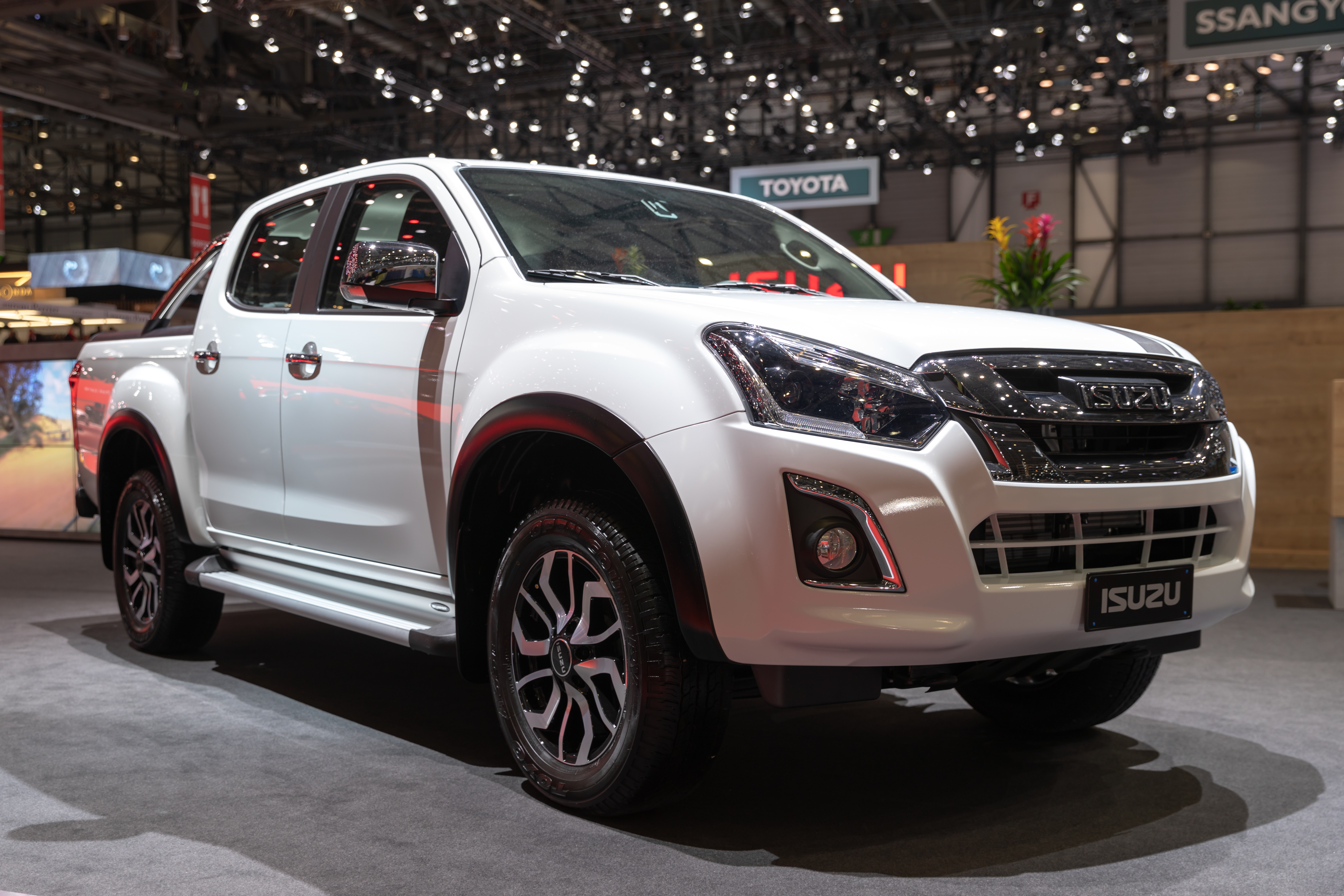
Isuzu D-Max au Salon de l'automobile de Genève 2019
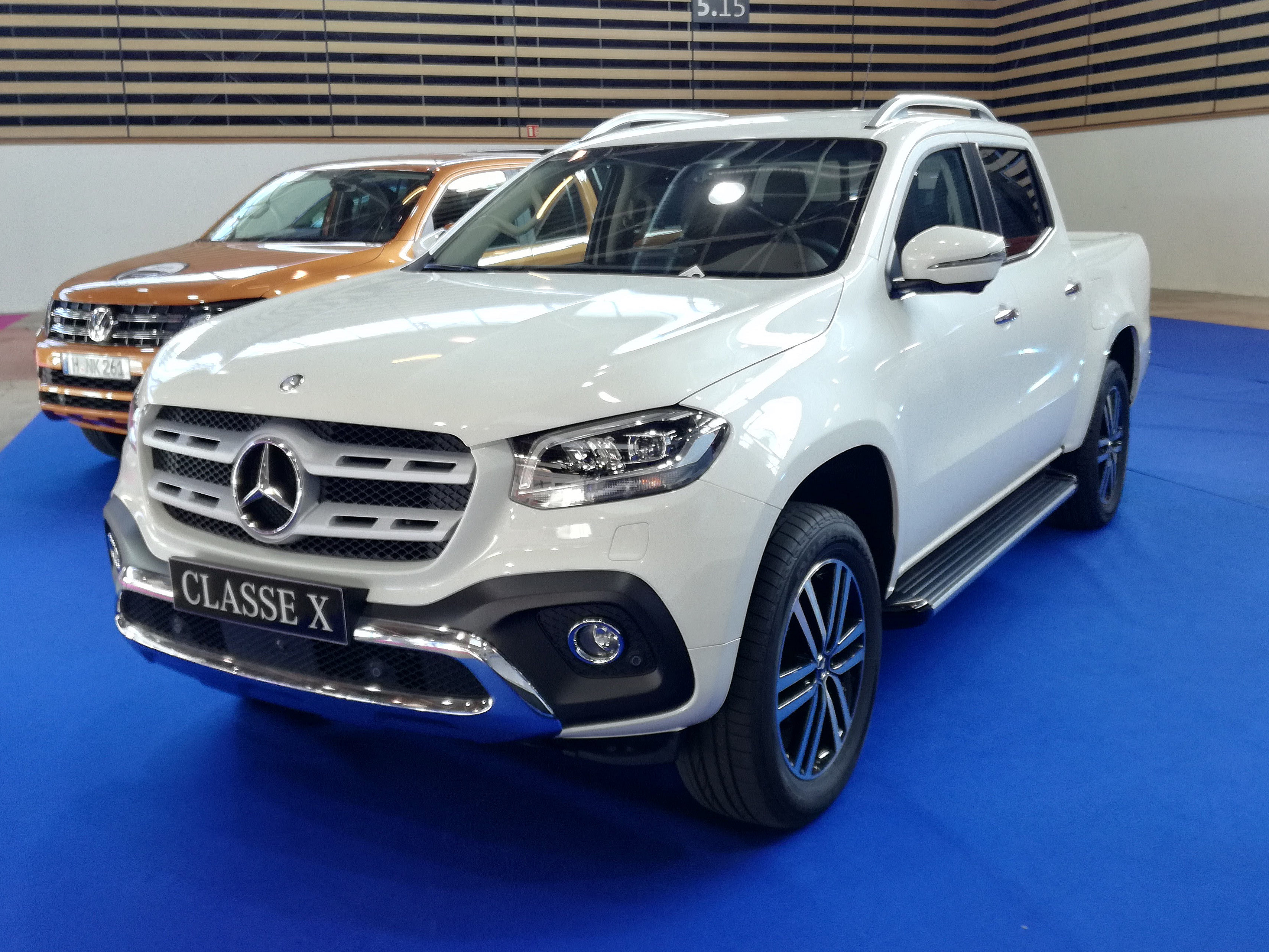
Mercedes-Benz Classe X (base identique à celle du Nissan Navara et du Renault Alaskan)
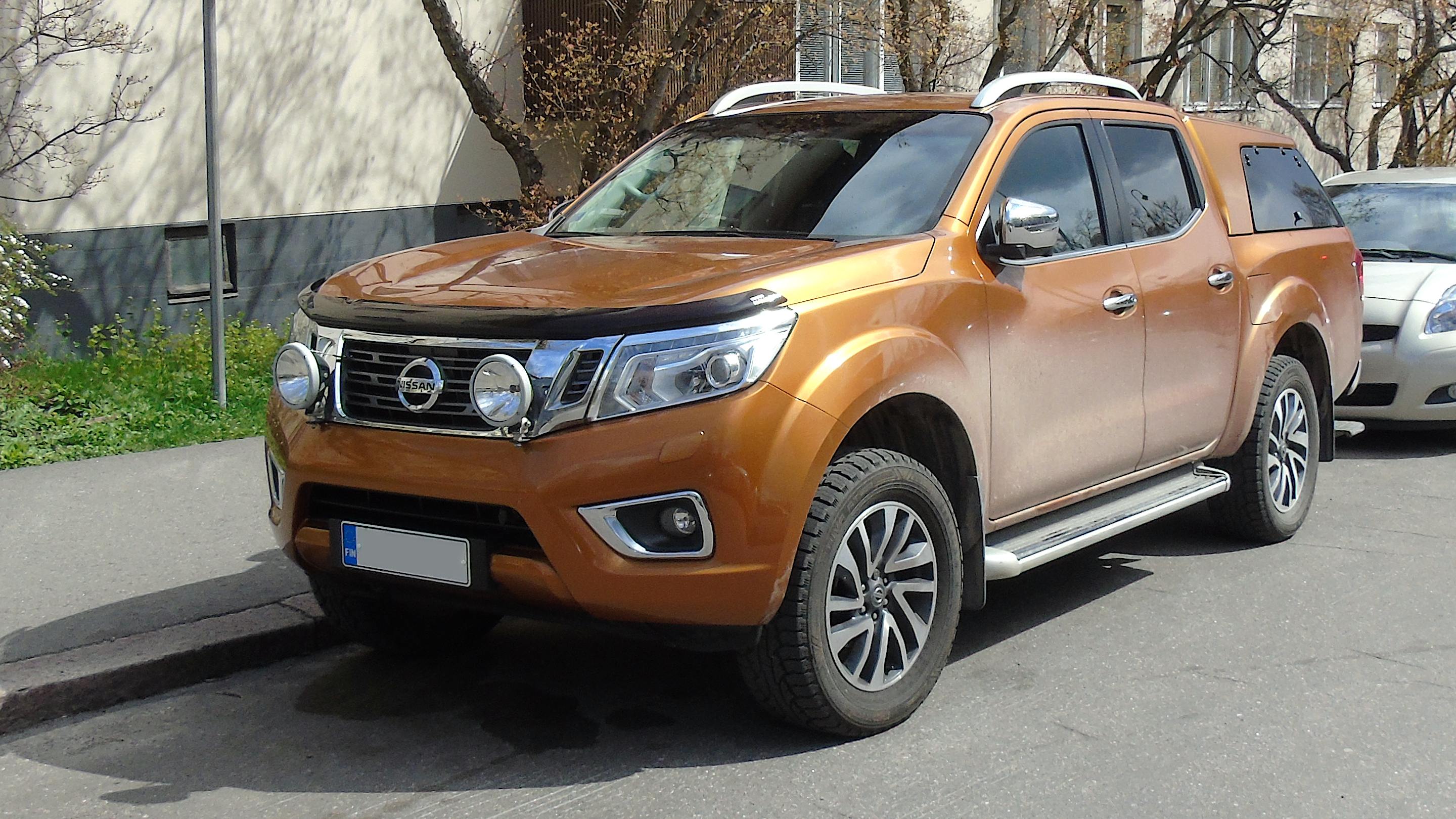
Nissan Navara (modèle lancé en 2016)
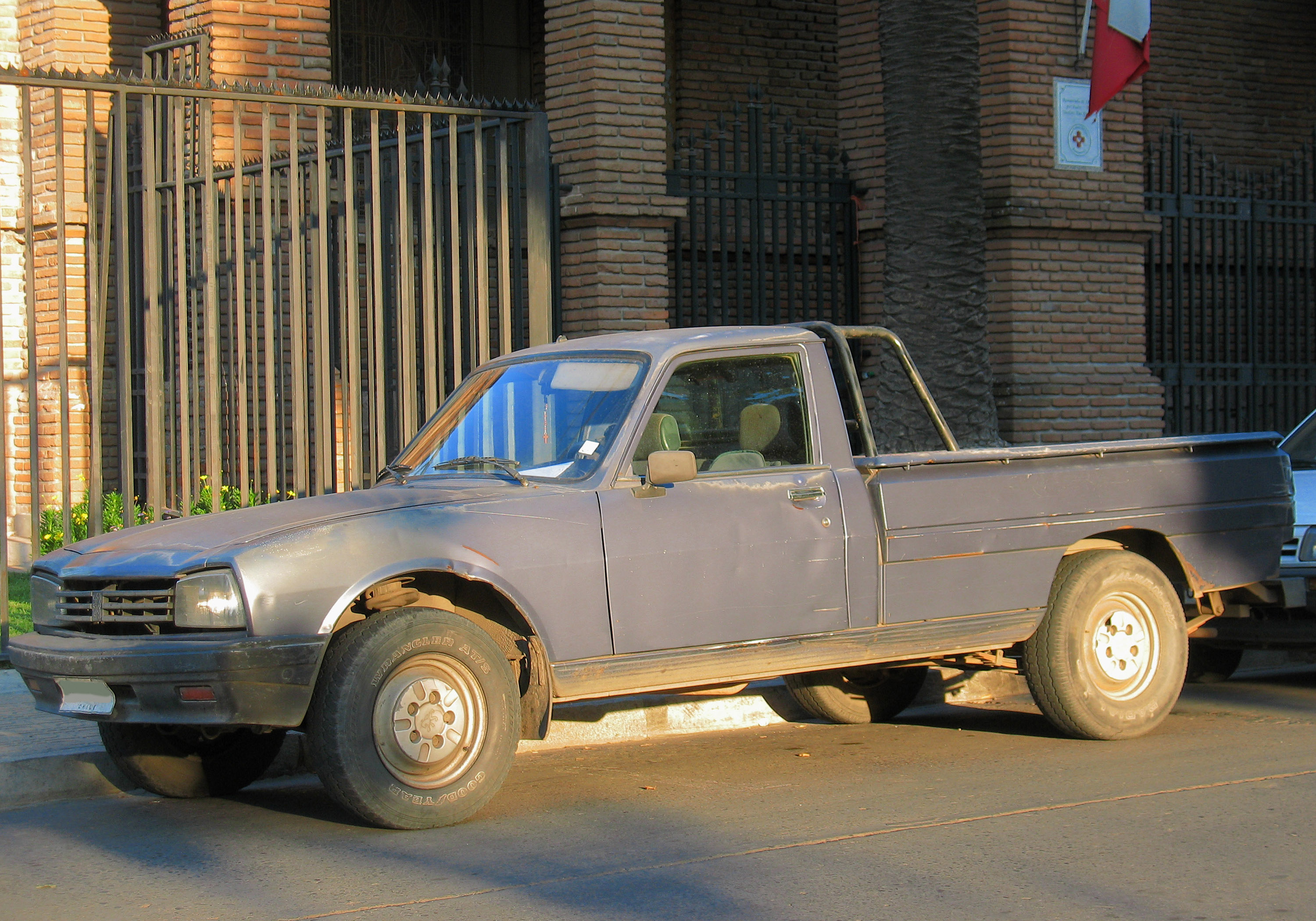
Peugeot 504 Pick-Up (1994)
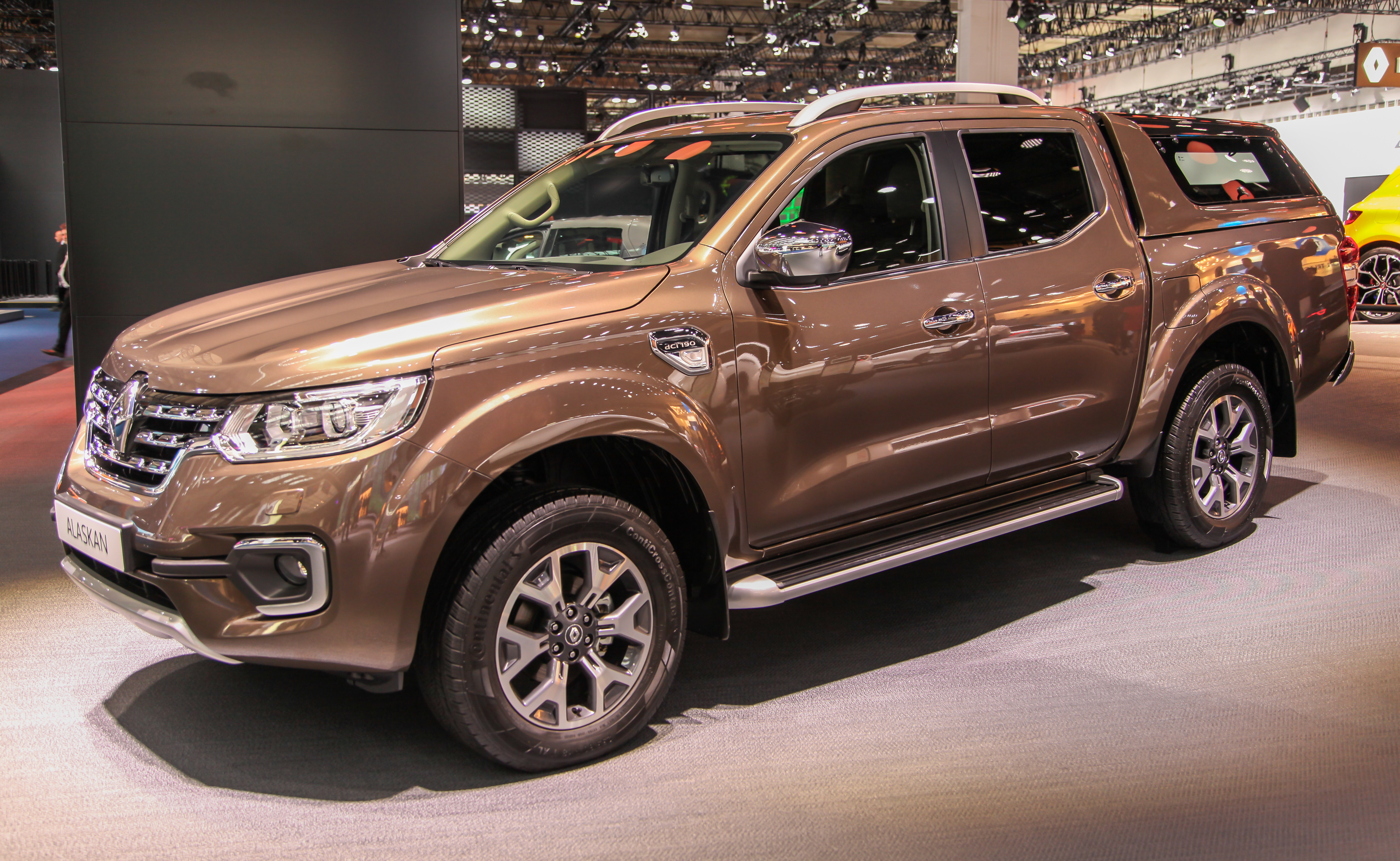
Renault Alaskan (base identique à celle du Mercedes-Benz Classe X et du Nissan Navara)
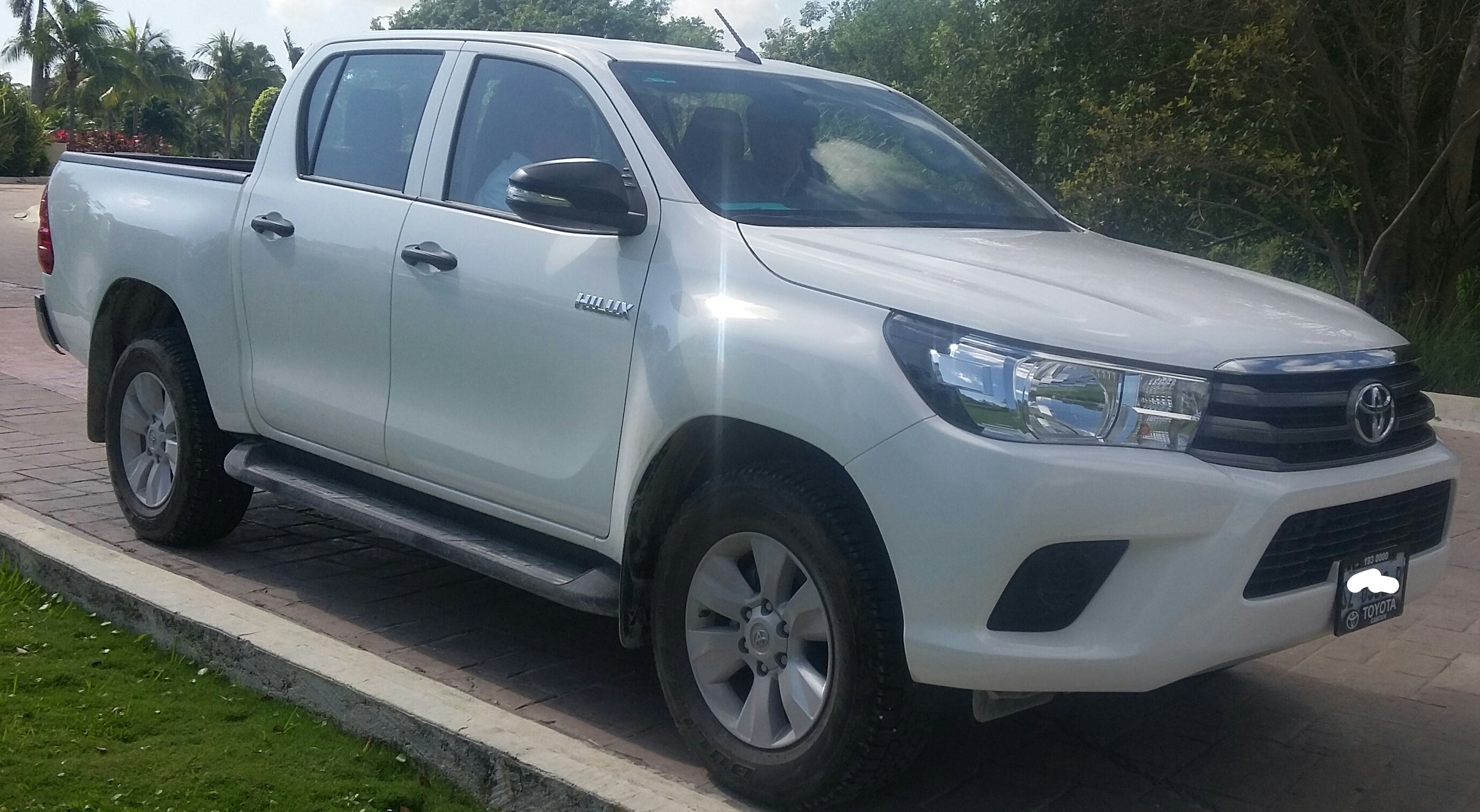
Toyota Hilux Crew Cab (2016)
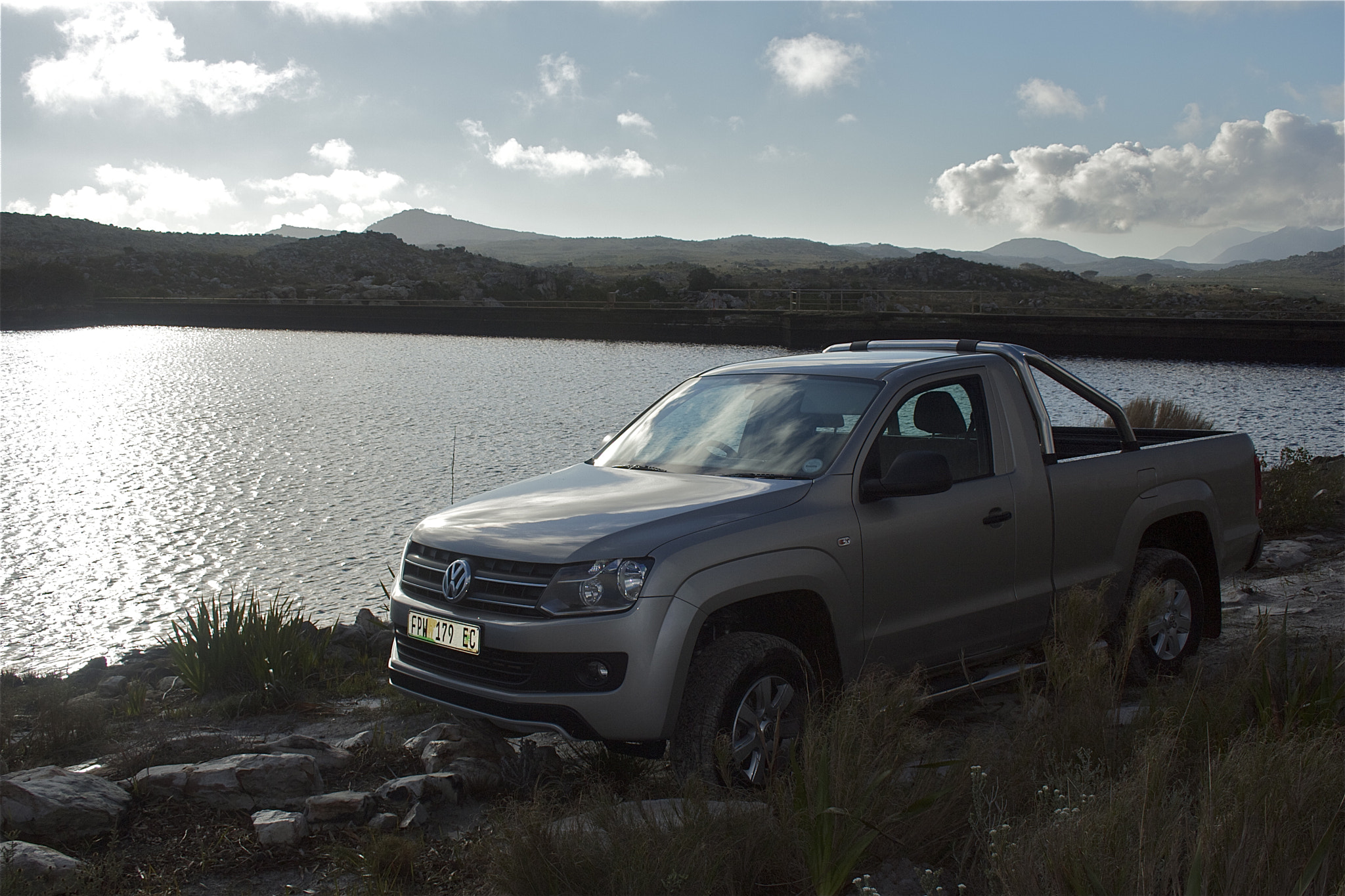
Volkswagen Amarok Single Cab (modèle lancé en 2010)

## Compétition

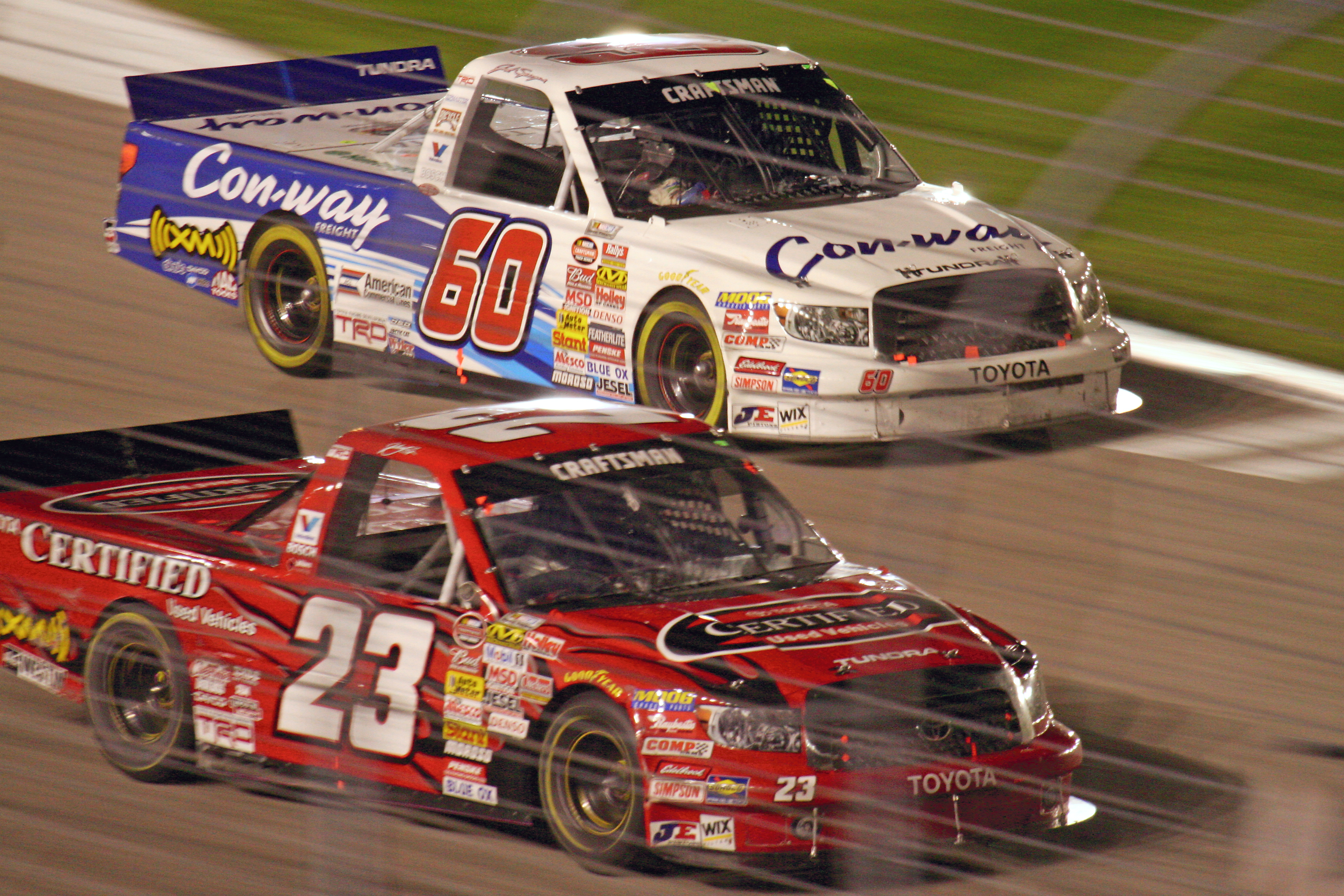
Course sur ovale aux États-Unis.

Il existe différents types de courses de pick-ups en Australie ou aux États-Unis, vitesse (Camping World Truck Series aux États-Unis par exemple) ou tout-terrain.
Le pick-up est parfois disponible en tant que véhicule de course dans certains jeux vidéo.